# Agriculture en Grèce antique
Vous lisez un « bon article » labellisé en 2009.

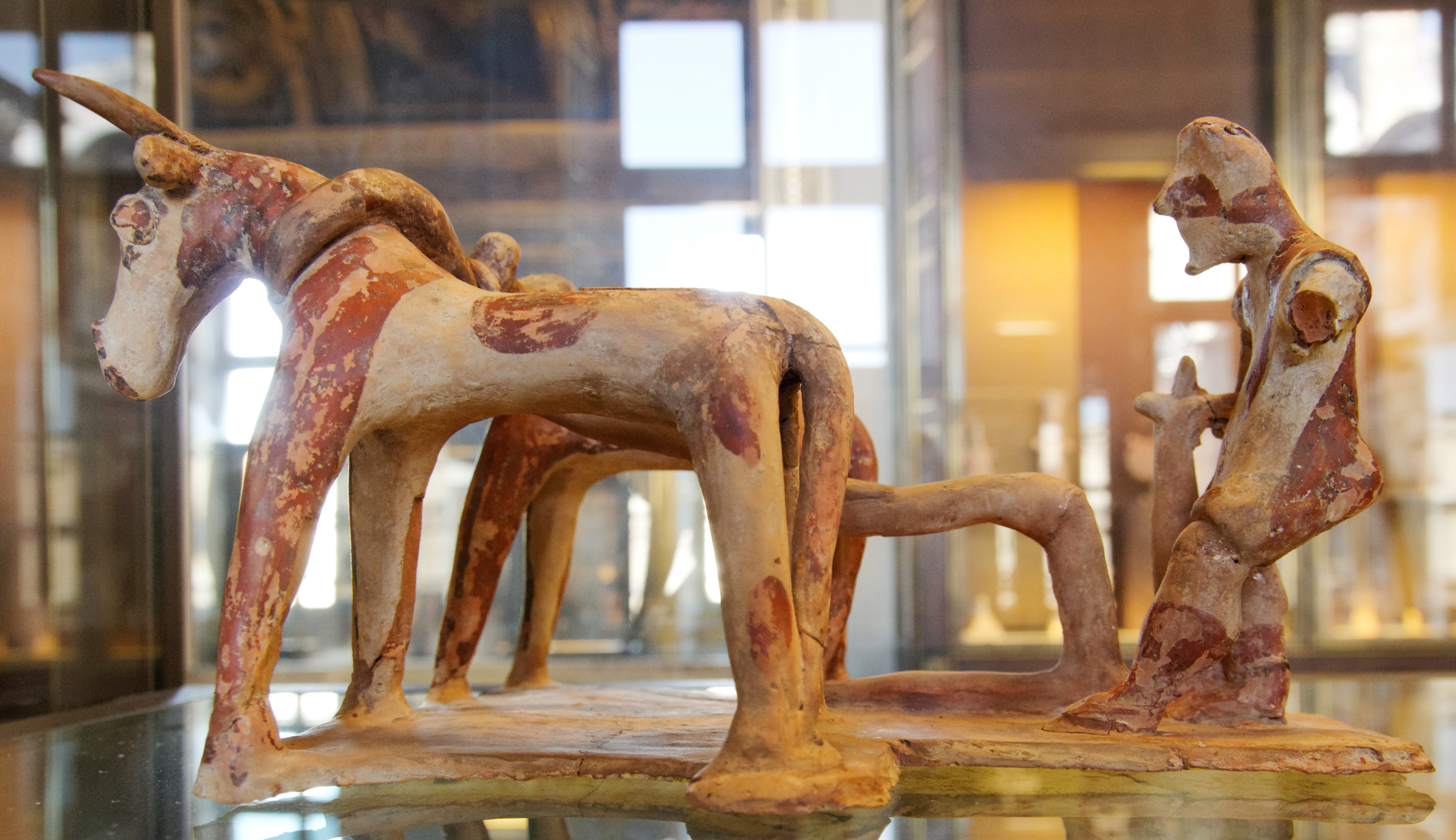
Laboureur, figurine en terre cuite rehaussée de peinture noire, Béotie,, musée du Louvre.

L’agriculture est le fondement de la vie économique en Grèce antique. Par la mise en valeur intensive d'un terroir restreint, malgré un outillage et une terre généralement de qualité médiocre imposant le recours à l'assolement biennal, elle a permis d'assurer la subsistance d'une population importante, notamment à l'époque classique, en s'orientant essentiellement vers la production végétale. Cependant, si la « triade méditerranéenne » céréales - olivier - vigne y tient une place prépondérante, la production agricole est plus variée, grâce notamment à la culture de légumes et de légumineuses, ainsi qu'à l'élevage ovicaprin.
L'agriculture tient une place maîtresse dans le circuit économique grec : elle occupe près de 80 % de la population (notamment servile) et contribue dans les mêmes proportions à la richesse produite. Elle est, du fait de l'équilibre précaire entre sa production et les besoins de la population, l'objet de l'attention permanente du pouvoir politique. D'où l'enjeu fondamental que constituent alors la propriété et l'exploitation de la terre, importance qui se traduit par une restriction de l'accès des non - citoyens aux activités agricoles. L'agriculture est par excellence le domaine d'activité du citoyen, et elle a donné naissance en Grèce à un idéal de vie et de mœurs qui perdure tout au long de l'Antiquité.

## Les produits de la terre
L'agriculture en Grèce antique est traditionnellement rattachée à la triade méditerranéenne céréales - vigne - olivier. Leur culture y est très ancienne, mais leur exploitation intense commença à des dates différentes : dès le Néolithique (6500-3500 av. J.-C.) pour la culture du blé, de l'orge et des légumineuses, sans doute au Bronze ancien (3500-2000 av. J.-C.) pour la vigne, et plutôt au Bronze moyen récent (2000-1100 av. J.-C.) pour l'olivier, le tout complété par la consommation de fruits. En tout cas, « dès le Néolithique, la gamme des espèces végétales présentes est celle que l'on retrouvera par la suite et qui comprend à la fois des espèces sauvages, qui continuent à faire l'objet d'une cueillette, et des espèces cultivées, qui sont soumises à de véritables pratiques agricoles ».
De même, à partir du Néolithique, on voit des espèces domestiquées cohabiter avec les espèces sauvages, avec dès cette époque une prédominance des chèvres et des moutons, dont l'exploitation pour leur laine semble remonter au Bronze ancien, dans la mesure où l'on trouve dans le matériel archéologique des pesons et des fusaïoles datant de cette époque qui impliquent une activité de filage et de tissage. À toute époque, bœufs et porcs sont en position secondaire, sauf, pour les bovins, dans les Balkans, « en raison du climat tempéré qui favorise la formation de pâturages ».

### Contraintes du milieu
La Grèce présente des conditions naturelles relativement homogènes si l'on excepte les cités des côtes d'Asie mineure. Les montagnes représentent 80 % de l'espace, voire 90 % pour ce qui est des îles de mer Égée, mais dépassent rarement les 2 000 mètres d'altitude. Elles réduisent fortement l'espace disponible pour la culture et l'élevage et compartimentent l'espace de chaque cité, encourageant l'autarcie en matière agricole. Les terres sont rocailleuses, et donc de médiocre qualité. Seules quelques rares plaines peuvent être qualifiées de fertiles :
celle de Messénie, la Mésogée, en Attique, aux féconds argiles rouges, les campagnes de Thria et d'Éleusis, la vallée du Céphise boétien, les terres noires argilo-calcaires de Thessalie, l'Argolide, la Mantinique, la vallée du Pamissos, les alluvions grasses de l'Eurobas étaient célèbres tout autant que la richesse de la Laconie, mais elles font figure d'exception à l'échelle de l'ensemble du monde grec.
Le climat méditerranéen est caractérisé par deux grandes saisons : l'une sèche (les cours d'eau sont alors asséchés) et chaude, d'avril à septembre ; l'autre humide, marquée par des précipitations souvent violentes, apportées par les vents d'ouest, avec des températures douces, sans gel. Ce climat présente des variations. Ainsi les montagnes, connaissent des hivers rigoureux et enneigés. L'Attique, les Cyclades, le sud et l'est du Péloponnèse et la Crète sont des milieux plus arides que le reste de la Grèce. En outre, la variabilité annuelle peut être grande : les années de sécheresses interviennent régulièrement et entraînent immédiatement une baisse souvent spectaculaire des rendements agricoles, qui peuvent varier de 30 à 50 % selon les années.

### Céréales

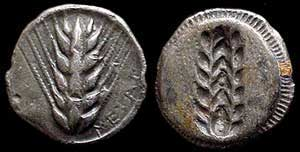
Un épi d'orge, symbole de la richesse de la cité de Métaponte, en Grande Grèce. Statère incus, v. 530-510 av. J.-C.

#### Les céréales, fondement du régime alimentaire grec
L’agriculture grecque est fondée sur la culture des céréales, base de l’alimentation et marqueur de civilisation, voire d'humanité : Homère note à propos du cyclope Polyphème que « c'était un monstrueux géant : il ne ressemblait même pas à un homme mangeur de grain (σιτοφάγος / sitophagos) ».
Le terme générique σῖτος / sitos, traditionnellement traduit par « blé » en français, peut en fait désigner toutes sortes de céréales, et on préfère aujourd'hui utiliser le mot « grain » comme traduction. Le fait que le terme sitos ait également le sens de « repas » souligne la place centrale des céréales dans l'alimentation des Grecs (70 à 75 % de leurs besoins caloriques journaliers) : si certains compléments alimentaires pouvaient manquer de temps à autre, on ne pouvait se passer de grain. Cependant, dans de nombreuses cités égéennes, et notamment à Athènes, la production céréalière se révèle bien incapable de couvrir les besoins de la population. L’« étroitesse » de la terre (στενοχωρία / stenokhôría) explique ainsi la colonisation grecque et l’importance qu’auront, à l’époque classique, les clérouquies d’Asie Mineure dans le contrôle du ravitaillement en blé.
Concernant les espèces cultivées, si on n'est pas en mesure d'identifier précisément les variétés utilisées à celles d'aujourd'hui, on sait qu'il s'agit avant tout de l'orge (κριθαί) dans une moindre mesure du blé dur (πύρος) ou du millet. Les botanistes grecs, notamment Théophraste, n'ont vu dans l'avoine qu'une mauvaise herbe et le seigle était inconnu avant l'époque romaine. Toutes ces céréales sont complémentaires, aussi en termes de culture que d'alimentation : aucune d'entre elles ne domine intégralement un espace du monde grec.

#### Les Grecs, «mangeurs d'orge»
L’orge apparaît comme la grande céréale du monde grec. Si les Anciens sont bien conscients du meilleur apport nutritionnel du blé (dans un même volume, le pain de froment est le plus calorique), l'orge est nettement plus cultivée car moins exigeante et d'un meilleur rendement. De fait, 90 % des terres céréalières lui sont consacrées, et elle constitue l'alimentation de base des Grecs, qui la consomment sous forme de galette non cuite, la maza, ou de bouillie, comme en témoignent, au Ve siècle av. J.-C., les pièces d'Aristophane. Certes, la consommation de froment s'est développée au Ve siècle av. J.-C. à Athènes, mais elle est demeurée marginale et n'a pas eu de conséquence économique majeure : si les Athéniens des comédies d'Aristophane se moquent des Spartiates en les appelant « mangeurs d'orge », le qualificatif est étendu à l'ensemble des Grecs par les Romains.
Plus adaptée au caractère sec du climat égéen (200 à 300 mm de pluies annuelles lui suffisent) et à la médiocre qualité des terres, grâce à des racines pénétrant plus profondément dans le sol, l'orge offre un rendement plus élevé que le blé. Par ailleurs, son cycle végétatif court (130 à 150 jours) permet de la récolter tôt, dès avril, et d'éviter ainsi la menace d'une sécheresse prématurée. L'espèce la plus répandue est une orge vêtue, à six rangs.

#### Blé
Si l'orge est cultivée partout, il n'en est pas de même du blé. Ce dernier ne craint certes pas les températures froides de l'hiver ; mieux, elles permettent une meilleure croissance des tiges (tallage) qui porteront les épis au printemps. Mais, outre un cycle végétatif plus long que celui de l'orge, le blé a l'inconvénient de réclamer des terres riches en azote et en phosphore, et de nécessiter une plus grande humidité (notamment des pluies abondantes en début et en fin de saison), de l'ordre de 600 mm de pluie, même si on peut obtenir une médiocre récolte avec des précipitations de l'ordre de 300-400 millimètres. Dans une proportion allant d'un quart à un tiers, une plantation de froment en Attique était vouée à l'échec. Aussi sa production est-elle réservée aux meilleures terres : au contraire de l'orge, on précise en général l'origine géographique du blé consommé, ce qui souligne la spécialisation de certains terroirs dans cette production (blé du Pont, de Thrace, de Libye, d'Égypte ou de Sicile). La consommation de pain de froment, plus facile à digérer, eut tendance à se développer dans les cités grecques à l'époque classique et hellénistique, notamment dans les couches moyennes et supérieures de la population. Cependant, la place de l'orge resta importante .

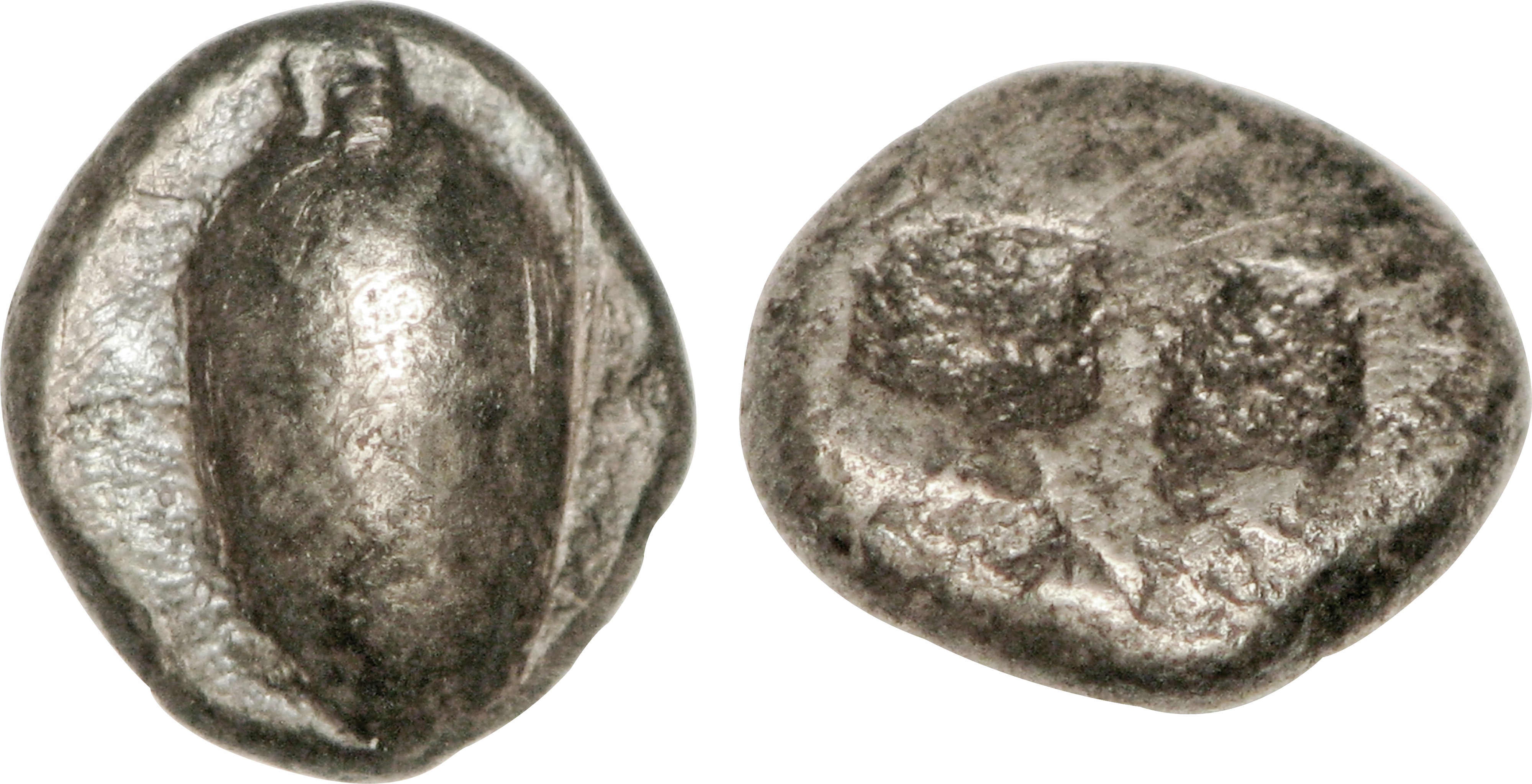
Obole en argent d'Orchomène de Béotie représentant un grain de blé

Les blés grecs ou siciliens appartenaient à des espèces assez diverses. La plus répandue était la durelle, espèce d'automne, à l'épi barbu et allongé, de teinte rougeâtre : les campagnes de Métaponte, de Syracuse et de Ségeste en produisaient. Le blé poulard, représenté sur une obole d'Orchomène de Béotie, présentait un épi volumineux, un grain renflé. À la haute époque, les Grecs connaissaient les blés vêtus (engrain et amidonnier) qui avaient, à l'époque classique, beaucoup reculé en Grèce même devant l'orge et le blé nu, « une variété de froment évolué où le grain se séparait facilement de la balle, dès le dépiquage ».

#### Millet
Le millet est considéré par les Grecs comme une céréale barbare : il est en effet cultivé essentiellement en Thrace, en Bithynie et sur les rives de la mer Noire. On en trouve cependant dans les inventaires des Hermocopides et il semble cultivé en Laconie. Consommé le plus souvent sous forme de grain bouilli, il se distingue par sa capacité à croître rapidement sur des sols encore plus secs que ceux adaptés à l'orge. Néanmoins, son faible apport calorifique ne le rendait rentable que dans les zones les plus arides, ou lorsque la récolte d'orge avait échoué (c'est alors, « la céréale de la dernière chance »), en période estivale, au contraire de l'orge et du blé. En effet, pour ces derniers, le climat estival égéen interdisait les semailles de printemps : pour permettre aux céréales (hors millet) de se développer, il fallait les semer à l'automne et les récolter au printemps (céréales d'hiver), ce qui interdisait les céréales de printemps du type avoine ou seigle.

### Vigne

#### Un élément essentiel de la culture grecque

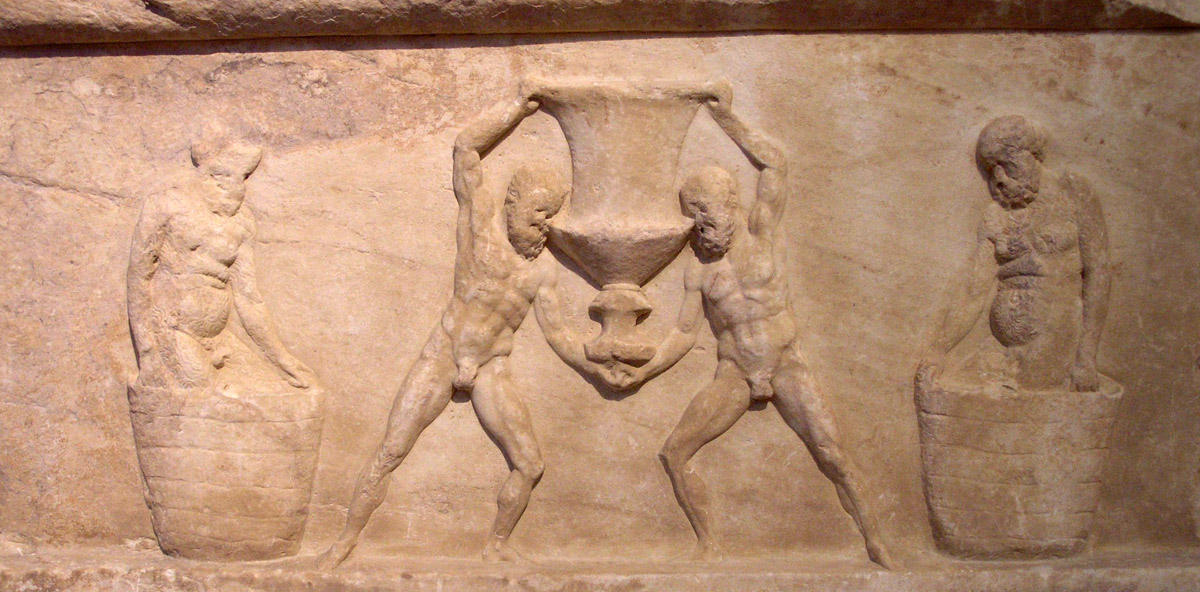
Scène de fabrication du vin par des satyres, bas-relief dionysiaque d'un autel de datation incertaine, musée national archéologique d'Athènes

La culture de la vigne est en Grèce à la fois très ancienne (dans l'Odyssée le poète mentionne une vigne dans les jardins d'Alcinoos) et universellement présente dans la mesure où les conditions naturelles locales le permettent. Les vignes attiques de Diacrie, de Corinthie, de même que les crus des îles et des rivages de la mer Égée étaient réputés. La culture de la vigne est exigeante en main-d'œuvre, et nécessite de ce fait « de fortes densités de population, une population instruite et dynamique : c'est une culture peu plante et civilisatrice ». Dans tous les milieux sociaux, la consommation de vin est quotidienne : « comme dans les sociétés méditerranéennes traditionnelles jusqu'à une époque récente, il semble que la consommation journalière moyenne d'un homme adulte ait tourné entre 0,5 et 1 litre par jour ». Le vin constitue un complément alimentaire essentiel (source de vitamine et de calories : alcool et sucres rapides). Une partie, mineure le plus souvent, de la production de la vigne n'est pas destinée à être consommée sous forme de vin, mais en tant que raisin de table ou de raisin sec (le raisin de Corinthe est dès cette époque renommé). En outre, les Grecs produisaient du vinaigre, utilisé pour la conservation des aliments.

#### Pratiques culturales
Si les conditions et les traditions locales imposent parfois de laisser la vigne se développer à même le sol – dans les îles venteuses des Cyclades par exemple – ou dans les arbres (courant de l'un à l'autre et soutenue par des perches transversales), elle est le plus souvent cultivée sur échalas, notamment pour les vins de qualité : dans l'Iliade, le bouclier d'Achille représente une scène de vendanges où les vignes courent sur des échalas ; on trouve de telles représentations sur de nombreux vases attiques ; en 415 av. J.-C., l'inventaire des Hermocopides associe dans les mêmes lots vignes, pressoirs et échalas.
Les rangs de vignes étaient plantés en lignes régulières, comme le recommande Théophraste (voir les baux d'Amorgós au IVe siècle av. J.-C. ou de Mylasa au IIe siècle av. J.-C.). Les vignobles les moins prestigieux pouvaient cependant être plantés en désordre (plantation en « foule »). Les baux d'Amos, dans la pérée de Rhodes à la fin du IIIe siècle av. J.-C., sont plutôt directifs, même si les usages varient selon que l'on est en terre de plaine ou rocailleuse : les pieds de vigne sont installés dans des trous de 75 cm de profondeur creusés tous les 1,80 mètre, pour une densité de 4 000 à 7 000 ceps à l'hectare.
Les cultures associées sont fréquentes : la cohabitation sur la même parcelle de vignes d'une part, de figuiers ou d'oliviers d'autre part n'est pas rare, de même que les cultures, entre les rangs, de céréales ou de légumineuses, comme à Rhamnonte. La culture se fait en général en plaine, en terrain bien drainé et exposé, avec des cépages qui ont disparu aujourd'hui, mais dont la qualité était variable : leur productivité était inversement proportionnelle à la qualité du vin produit. Les cépages de qualité, souvent plantés sur les terres plus rocailleuses des coteaux, fournissaient un vin plus fin, même si leur rendement était plus faible qu'en plaine.
L’abondante main-d'œuvre nécessaire à la culture de la vigne est sollicitée, outre pour toute une série de travaux d'entretien (taille, piochage, épamprage, amendement) tout au long de l'année, pour les vendanges, en septembre/octobre et le foulage des récoltes. Les grappes sont prélevées, à l'aide d'une serpette de fer, au fur et à mesure de leur maturité, comme le préconise Ischomaque dans l’Économique de Xénophon : « lorsque sa fécondité nous montre ici des raisins mûrs, là des raisins encore verts, elle nous invite à les cueillir, comme on cueille des figues, au fur et à mesure qu'ils se gonflent de suc », et placées dans de grands paniers d'osier tels qu'on en voit sur de nombreux vases attiques. Les vendanges sont plus tardives pour les crus de qualité (vins de Thasos, Chios ou Lesbos par exemple), dans la mesure où l'on utilise, pour garantir la qualité de ces derniers, du raisin très mûr. On veille même à laisser les grappes au soleil pendant plusieurs jours après la coupe, de manière à augmenter le taux de sucre (passerillage).
Une fois le foulage effectué dans des baquets en bois ou en céramique, on le complétait par un pressurage plus ou moins élaboré : on pouvait par exemple placer sur le marc qui restait des planches sur lesquelles on entassait des pierres. Les pressoirs à torsion étaient plus efficaces : enfermé dans un sac cylindrique aux extrémités duquel on plaçait des bâtons que l'on tournait en sens contraires, le marc rendait l'essentiel du jus qui lui restait. « Si l'on n'a plus d'attestation de ce procédé primitif à l'époque gréco-romaine, il est hautement vraisemblable que les petits producteurs possédant un simple fouloir ont continué à l'employer très tard dans tout le bassin méditerranéen ». Mais les plus gros producteurs, soucieux d'une plus grande productivité, utilisaient dès le VIe siècle av. J.-C. des pressoirs plus complexes et plus puissants, équivalents à ceux employés pour fabriquer l'huile d'olive.
Le moût recueilli est versé dans des grandes jarres souvent enterrées (pithoi) pour garantir une température constante et équilibrée favorable à une fermentation lente et progressive susceptible de développer les arômes. Au fur et à mesure de la fermentation, pendant un peu plus d'un mois, on recueille les débris qui surnagent à l'embouchure de la jarre, puis on la ferme jusqu'en février, au moment des Anthestéries à Athènes. Le vin nouveau est alors transvasé dans des amphores bouchées avec soin, où les meilleurs crus patientent quelques années avant d'être consommés.
Il est difficile de connaître avec précision le type de vin élaboré. L’étude des représentations les plus anciennes montre qu'en recueillant immédiatement le jus, après foulage ou pressurage, il n'était possible que d'obtenir des vins de couleur claire car la fermentation est alors réalisée en l'absence de cuvaison. Cependant ce type de vinification ne devait pas être exclusif. Au IIe siècle, le médecin romain Claude Galien distingue une gamme de six expressions en relation avec leur influence sur la santé : vin blanc (leucos) léger et sans force, par opposition au vin noir (melas) capiteux et puissant, à côté du vin jaune, du rouge sang vermeil, du jaune feu et du Rosé ou gris.

#### Une culture capitalistique
Le fait que la vigne constitue un capital demandant beaucoup de soin explique sans doute le caractère très directif des baux de parcelles plantés de vigne : ainsi, dans le dème d'Aixonè à Athènes, un contrat de quarante ans prévoit qu'un vigneron vienne contrôler, au cours des cinq dernières années du bail, si les pieds ont été correctement entretenus par le locataire, et dans le cas contraire, rétablisse la situation de la parcelle pour qu'elle puisse être transmise dans de bonnes conditions à un autre locataire au terme du bail. Le fait que les vignes soient le plus souvent plantées à proximité de la ville ou de la ferme, et entourées de murs les mettant à l'abri du vol ou des dégradations par les animaux sauvages ou le bétail (notamment les chèvres), souligne le capital que représente cette culture en Grèce antique, ce qui s'explique aisément par les sommes et les terres qui y sont immobilisées pendant plusieurs années, de la plantation aux premières récoltes. En contrepartie, la profitabilité de cette culture était bien supérieure à celle des céréales.
La vigne constitue de fait la culture spéculative par excellence, celle qui permettra à l'agriculteur de disposer, en plus de ses cultures vivrières, du numéraire propre à entretenir l'oikos (οἷκος), en vendant son vin sur le marché local. Cela explique la hantise, chez les producteurs, d'une perte de la récolte par maladie (même si les maladies qui frappent la vigne aujourd'hui, mildiou ou oïdium, ne s'étaient pas développées à l'époque), ou à la suite d'évènements météorologiques catastrophiques (gel, grêle). De même, on cherchait à limiter, par l'enterrement des jarres, les risques liés, lors de la vinification, à une montée trop rapide en température qui limiterait le développement des arômes. L'utilisation de grains surmûris permettaient en outre d'atteindre un degré alcoolique élevé, gage de meilleure conservation mais qui nécessitait de ce fait de couper le vin d'eau.
L'essentiel de la production viticole était destinée à des circuits de commercialisation courts, le plus souvent dans le cadre de la cité : on vise avant tout le marché urbain le plus proche, pour économiser sur les coûts de transport et écouler ainsi au meilleur prix un vin qui était souvent médiocre au goût (le poète comique Alexis évoque par exemple la torture du vin de Corinthe). Cependant, certains terroirs se spécialisèrent dans la production de vins de plus grande qualité exportés à l'échelle du monde grec tout entier. La valeur différente de ces deux types de production viticole se retrouve dans les sommes à débourser pour se les offrir : à l'époque de Socrate, le vin courant se vend 8 drachmes le métrète, quand le vin de Chios se vend 100 drachmes le métrète. À cette époque (VIIIe – IVe siècle av. J.-C.), outre le vin de Chios et celui de Lesbos sur la côte d'Asie Mineure, les crus les plus recherchés sont situés au nord de l'Égée : Maronée, Thasos, Mendè, etc. À l'époque hellénistique, dans un contexte de développement de ce trafic, les vins dominants sont plutôt ceux de Rhodes, Cnide, Cos, ces deux derniers étant le plus souvent « salés » (ἐπιθαλάσσιοι / epithalassioi) par adjonction d'eau de mer pour faciliter leur conservation.

### Olivier

#### L'olivier, fondement de la civilisation grecque

##### Olivier et oléastre

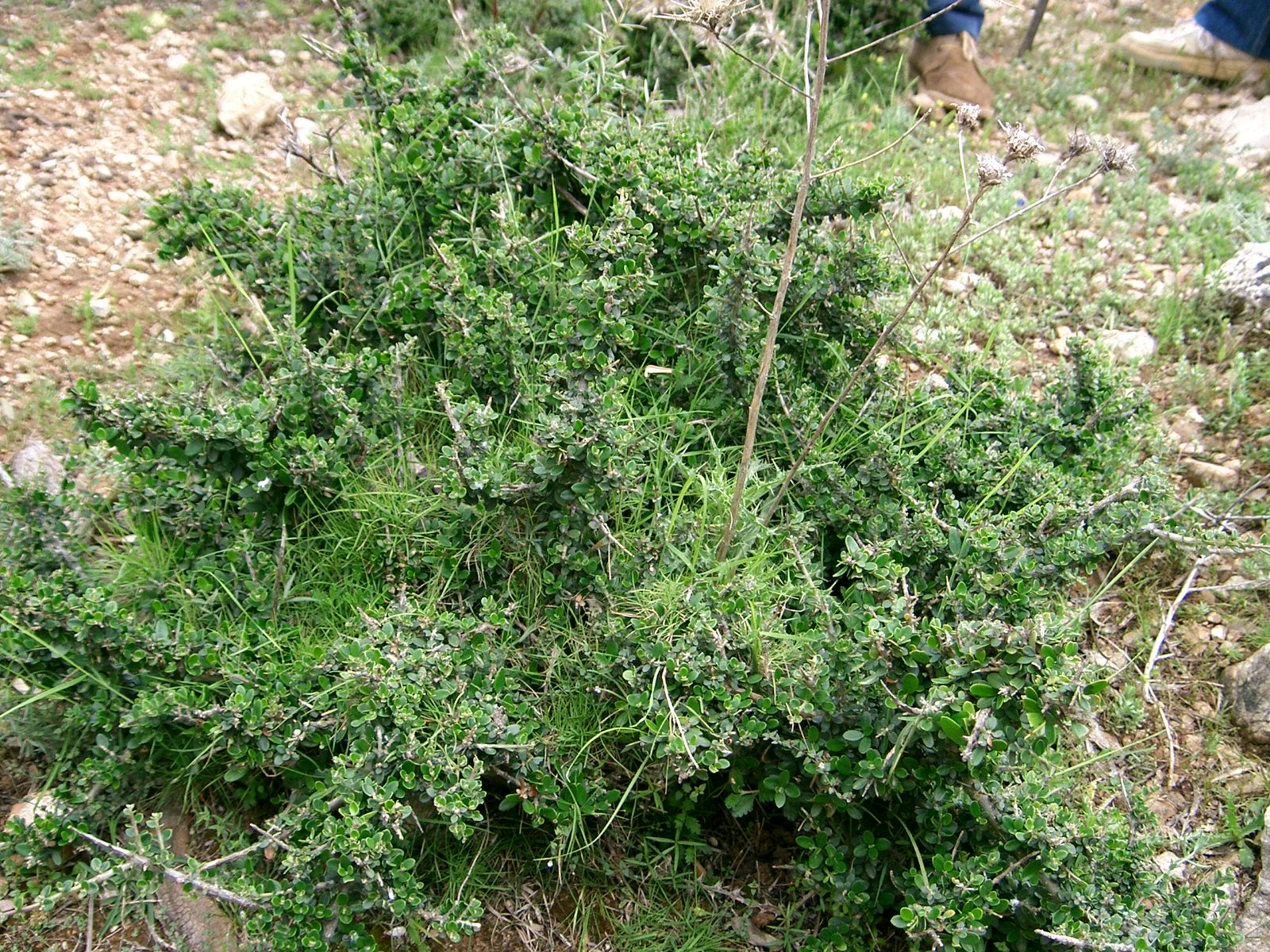
Petit oléastre

L'olivier constitue le troisième pilier de l'alimentation et de l'agriculture grecque, en fournissant une huile aux usages variés : alimentation, éclairage, onctions après le bain ou au gymnase, et religieuse, parfumerie, pharmacie, etc. L'huile d'olive constituait pour les Grecs un apport essentiel de lipides dans une société où la consommation de viande et de produits laitiers était faible.
On distingue l'olivier cultivé, arbre qui peut s'élever jusqu'à dix mètres, de l'oléastre, arbuste épineux sauvage dont les petites olives ne fournissent que peu d'huile (utilisée cependant dans l'élaboration de parfums ou de médicaments) et dont l'exploitation n'est qu'anecdotique à l'époque classique. Les Grecs distinguaient deux types d'oliviers cultivés, ceux dont la récolte de petites olives ovales très grasses était destinée à la production d'huile, et ceux qui produisent des olives de table, grosses et charnues. En effet, l'olive était également consommée telle quelle, confite en vert ou en noir comme de nos jours : au Ve siècle av. J.-C., dans L'Assemblée des femmes, Aristophane évoque au vers 309 le « bon vieux temps » où « chacun venait, apportant de quoi boire dans une gourde, avec un quignon de pain sec, deux oignons et trois ou quatre olives ».

##### Une culture caractéristique de la Grèce

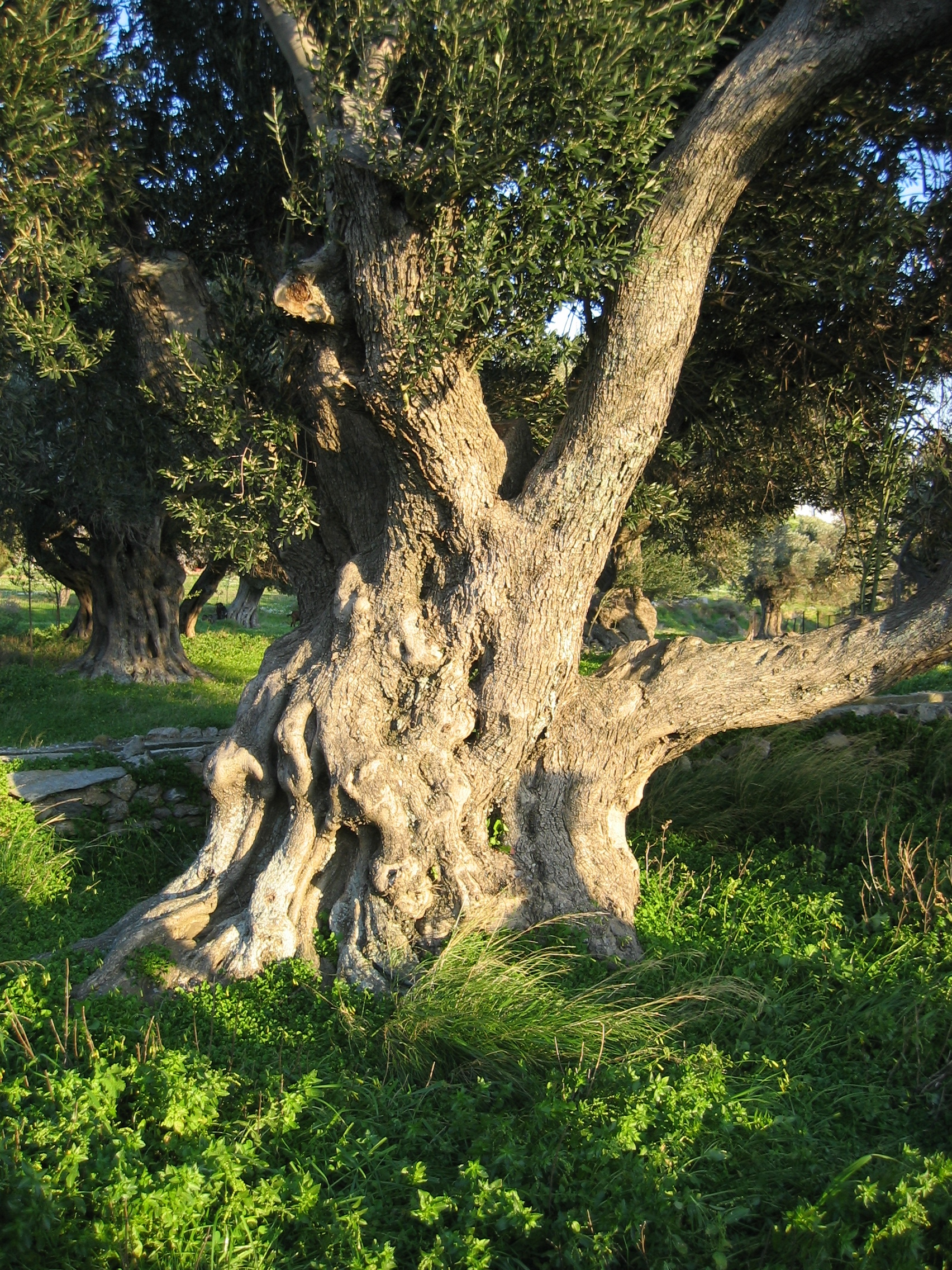
L'olivier, l'une des bases de l'agriculture grecque (ici à Carystos en Eubée).

Si l'olivier peut être considéré comme l'arbre grec par excellence (« un arbre que n'a jamais produit l'Asie » dit Sophocle), il n'est pas adapté à l'ensemble du monde égéen, puisqu'il ne supporte ni les vents trop violents, ni une humidité persistante. Surtout, si sa floraison nécessite une saison froide, il ne supporte pas les températures inférieures à −8 °C, ce qui lui interdit les altitudes trop élevées : suivant les conditions locales, sa limite se situe entre 600 et 800 m, voire 1 000 m dans certains cas. En revanche, il s'est étendu à des terroirs favorables extérieurs à la Grèce au fur et à mesure de la colonisation grecque du bassin méditerranéen : « ainsi, les amphores à huile étrusques, témoins d'une production locale, remplacent en Italie les amphores grecques importées dans la première moitié du VIe siècle. ».
La terre grecque, alcaline, est particulièrement adaptée à la croissance de l’olivier. La teneur variable d'azote au cours de l'année qui la caractérise ne lui pose pas davantage de difficultés que la pauvreté des sols ou la faible pluviométrie (200 mm de pluie par an peuvent lui suffire) : si le terrain, par une bonne préparation (notamment un labour profond avant plantation), permet le développement de son système racinaire, l'olivier calibrera ce dernier à la profondeur des réserves d'eau. Cette grande capacité d'adaptation permettait de faire croître l'olivier « dans des zones pierreuses, où aucune autre production n'aurait pu être réalisée », même si de telles implantations étaient évidemment moins productives que dans une terre davantage arrosée, riche et bien drainée. Cependant, l'olivier ne pouvait être planté partout. On veillait notamment à éviter les implantations de fond de vallée, dans la mesure où une trop grande humidité lui est nuisible.

##### Une culture de paysan libre
L'insistance des baux de location de terre à prévoir l'entretien et le renouvellement des plantations d'olivier, s'explique par le fait que planter des oliviers est une entreprise de longue haleine, qui immobilise le capital pendant une période conséquente : la lenteur de sa maturation fait que l'arbre met plus de vingt ans à donner des fruits et n'atteint sa pleine maturité qu'au bout de quarante ans.
En outre, les aménagements opérés pour cultiver l'olivier sont souvent assez importants. En effet, l'olivier apprécie les collines, ce qui encourage d'autant plus à l'y installer que les terres basses sont prioritairement consacrées à la production de céréales. Mais ces collines, pentues et souvent dénudées, nécessitent, pour accueillir l'olivier, la construction de terrasses à même de permettre le développement de l'arbre (notamment en recueillant les eaux pluviales) : épierrage, élévation d'un mur de soutènement, apport de la terre végétale nécessaire. « Ces travaux, forts longs et coûteux, ne pouvaient être réalisés que par des paysans libres ne comptant ni leur temps, ni leur peine pour agrandir leur domaine sur des terres ingrates et pentues, dégager des profits, certes aléatoires, mais s'ajoutant à ceux plus réguliers des céréales et transmettre cet héritage précieux à leur descendance ».

#### Pratiques culturales

##### Plantation de l'olivier

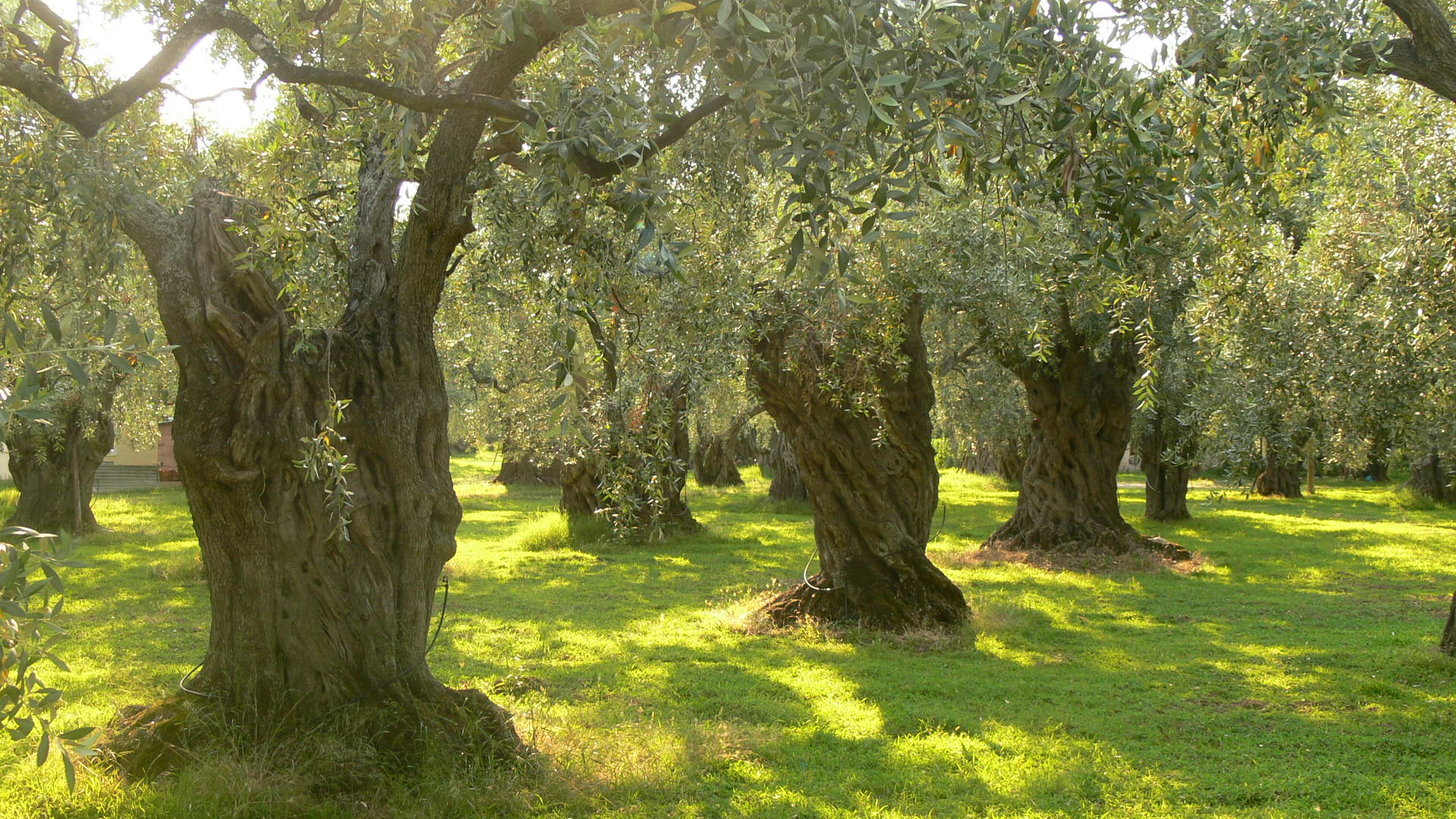
Alignement d'oliviers dans un champ de Thasos

On distingue principalement trois modes de développement de l'olivier : le bouturage, la greffe et le recépage.
On peut renouveler un arbre ancien en favorisant la croissance d'un rejet de ses racines (une fois suffisamment développé, on abat l'ancien arbre) mais le plus souvent, la reproduction de l'olivier passe par le bouturage, c'est-à-dire la plantation d'une branche ou d'un rejet détaché du tronc, après avoir colmaté ses plaies à l'argile (plantation par souchet). La plantation se fait dans des fosses profondes de près d'un mètre, pour permettre aux racines de se développer.
On peut également pratiquer la greffe d'un rameau d'olivier sur un oléastre, comme le signale Théophraste, et c'est sans doute ainsi que la culture de l'olivier s'est développée à l'âge du bronze, époque où l'oléastre dominait. De fait, l'oléastre se développe bien plus facilement et rapidement à partir de son noyau que l'olivier cultivé, et une telle pratique permettait de gagner un temps précieux, vu le caractère très aléatoire de la plantation des noyaux d'oliviers cultivés.
Quand l'arbre est trop vieux ou gelé, on le coupe pour pratiquer le recépage à partir des jeunes pousses (gourmands) issues de la souche, ce qui assure une production maximale en deux fois moins de temps que lors d'une plantation simple : c'est ce qui a permis aux producteurs d'huile d'Attique de retrouver leur production d'avant les destructions de la guerre du Peloponnèse en vingt ans au lieu de quarante. Ce recépage est prévu dès le début du bail du dème d'Aixonè : les arbres existants doivent être abattus et leurs excroissances entretenues, de manière qu'à l'issue du bail, quarante ans plus tard, le propriétaire dispose d'arbre en pleine maturité, dont la production aura été exploitée par le locataire pendant une à deux décennies.

##### Implantation de l'olivier et organisation des cultures
L'olivier peut être isolé, mais, le plus souvent, il est planté en rangs, en bordure de parcelle ou en olivette. Ainsi, ils étaient couramment utilisés pour borner les champs, comme l'indique la réglementation de Solon qui imposait de ne pas les planter à moins de neuf pieds de la limite de propriété.
En oliveraies, les files d'oliviers étaient plus ou moins espacées en fonction de la richesse du sol, de la pluviométrie et, dans une moindre mesure, des cultures intercalaires qui y étaient souvent implantées. Les Grecs pratiquaient en effet, la coltura promiscua, c'est-à-dire la plantation de céréales entre les rangs de vignes ou d'oliviers, du fait d'une part du faible espace cultivable disponible et d'autre part des atouts que représentaient la pratique d'une telle polyculture, à la fois pour répartir les risques et pour assurer l'entretien quotidien de l'oikos.

##### Croissance, taille et entretien de l'olivier
Les premières années sont déterminantes dans la réussite de la plantation, c'est pourquoi on prête beaucoup d'attention à l'arroser régulièrement et à le protéger du vent, comme Homère l'évoque dans l'Iliade (XVII, 53-58) : « On voit parfois un homme nourrir un plan d'olivier magnifique, en un lieu solitaire, un beau plan plein de sève, arrosé d'une eau abondante, vibrant à tous les vents qu'ils soufflent d'ici ou de là et tout couvert de blanches fleurs. Mais un vent vient soudain en puissante rafale qui l'arrache à la terre où plonge sa racine et l'étend sur le sol. »
Le jeune plant d'olivier est également régulièrement butté et sarclé au printemps et enrichi de fumier ou de marc d'olives à l'automne ; de nombreux baux insistent sur la nécessité d'entretenir la cuvette qui lui permettra de recueillir les eaux de pluie. Une fois l'arbre devenu adulte ce type d'entretien n'est plus assuré que par les plus soigneux. De même, on compte sur le labour des plantations intercalaires pour faciliter la croissance de l'arbre, sans, le plus souvent, le soutenir d'une façon spécifique. De fait, comparativement à la vigne, peu de soins sont dispensés à l'olivier, même si cette pratique est souvent combattue par les agronomes antiques.
La taille, à la fin de l'hiver et au début du printemps, n'était pas systématique : même s'ils supprimaient les rejetons, les Anciens ignoraient la taille de formation, (qui permet de « conduire » l'arbre et lui assurer une large frondaison) comme le montrent les arbres très hauts de l'iconographie de l'époque ; de même, ils ne pratiquaient la taille de fructification, qui doit être annuelle pour assurer une production régulière, que tous les huit ans, une fois le bois devenu dur et non productif, si l'on en croit Columelle (V, 9, 16). De ce fait, « l'arbre non taillé ayant tendance à donner plus de fruit qu'il n'en peut alimenter », il ne produisait que deux années sur trois, voire une année sur deux.
Ce caractère aléatoire de la production s'explique également par les accidents climatiques (déficits de précipitations, grêle), par les attaques de parasites (mouches, teignes, cochenilles) par la pauvreté des sols, du fait du manque de soins ou des blessures éventuellement infligées à l'arbre lors de la récolte, notamment lorsque l'on utilise la technique du gaulage. Il a pour conséquence que des régions exportatrices peuvent se retrouver certaines années en incapacité d'assurer leur propre consommation : ainsi en Attique on dispose d'une inscription du IIe siècle av. J.-C. honorant « un généreux commerçant qui, ayant dans son bateau 56 000 litres d'huile destinée au Pont, accepta de les vendre à perte dans sa patrie ».

#### Récolte des olives

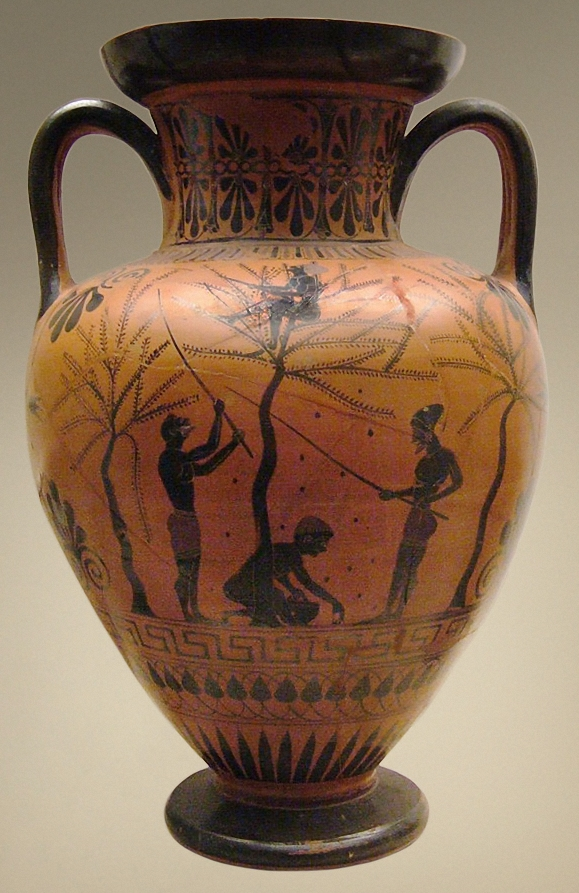
Gaulage des olives, amphore attique à figures noires d'Antiménès, British Museum

##### Une récolte étalée dans le temps
L'olivier a l'avantage d'un calendrier agricole qui se combine bien avec celui des autres cultures, puisque l'essentiel de la récolte se fait en automne : cueillette des olives mûres de fin octobre à fin décembre voire fin janvier dans certaines régions, détritage et pressage pendant l'hiver. Les olives vertes sont ramassées dès septembre.
Cet étalement dans le temps, renforcé par les maturations décalées pour chaque arbre en fonction de son orientation ou de son âge, compensait la forte mobilisation nécessaire de la main-d'œuvre et permettait à l'agriculteur de récolter seul, aidé de ses esclaves et des membres de sa famille, sans recourir à une main-d'œuvre supplémentaire. Cette dernière n'était nécessaire que dans les grandes exploitations destinant leur production à un circuit commercial : Aristophane (Les Guêpes, 712) évoque l'existence de travailleurs salariés pour récolter les olives dans ces grandes exploitations de plusieurs centaines d'arbres. Une main-d'œuvre extérieure devait également être mobilisée quand les meules et les broyeurs étaient d'usage collectif, afin d'éviter tout engorgement des installations. Mais ce type d'infrastructure ne s'est probablement développée qu'à partir de l'époque hellénistique : auparavant, la production d'huile se limitait la plupart du temps au cadre de l'oikos. Dans tous les cas, on doit attendre la période optimale pour pratiquer la cueillette, celle où la proportion de lipides dans le fruit cesse de progresser au détriment de l'eau pour atteindre son maximum (58 %) ; Théophraste le soulignait dès le IVe siècle av. J.-C. : au-delà de cette période, le plus souvent située entre un mois avant et un mois après le passage au noir, l'olive, même si elle peut encore grossir, ne contient pas davantage d'huile et commence même à rancir.

##### Techniques de récolte
La récolte pouvait se faire de quatre manières différentes : ramassage, cueillette, secouage, gaulage.
La récolte pouvait constituer, au moins en première partie de saison, dans le ramassage, le plus souvent par les femmes, des olives tombées naturellement au sol du fait du vent ou de pluies violentes. « Signe que, pour des raisons d'économie, on l'employait souvent », la méthode est dénoncée par les agronomes antiques, qui recommandent au contraire la longue et coûteuse cueillette à la main (y compris en grimpant dans les arbres), seule méthode à même à leurs yeux de ne pas abîmer les olives comme l'arbre qui les porte. Autre possibilité, le secouage des branches de l'arbre pour en faire tomber les fruits.
Mais la méthode la plus utilisée, notamment du fait de la haute taille des oliviers grecs antiques, est le gaulage, tel qu'on le voit pratiqué sur l'amphore d'Antiménès. C'est un procédé très ancien qui consiste à frapper les branches de l'arbre, de l'intérieur vers l'extérieur pour limiter les atteintes aux rameaux qui peuvent compromettre la production de l'année suivante et accentuer ainsi la bisannualité des récoltes. Les olives tombées au sol ou sur des linges sont recueillies dans des paniers après qu'on les a séparées des feuilles et brindilles qui les accompagnent, en les « ventant ». Le plus souvent, on ne peut se contenter de rester au sol et on doit monter dans l'arbre pour gauler les plus hautes branches, comme le montre l'amphore d'Antiménès.

#### Extraction de l'huile

##### Macération
Une fois récoltées, les olives macéraient dans des paniers en osier ou dans des bacs maçonnés, ce qui rendait l'huile plus âcre mais avait l'avantage de faire perdre aux olives l'essentiel de leur eau (margines) et, par un début de processus de fermentation, de fluidifier l'huile contenue dans les cellules et d'attendrir la peau des olives, facilitant ainsi leur pressurage. On ajoutait du sel pour éviter les moisissures et on les foulait légèrement, au bâton ou au pied, pour dégager une couche huileuse à même de protéger le tas.

##### Détritage
Après une dizaine de jours de macération, les olives étaient broyées, à l'aide d'un gros galet sur une pierre creuse chez les plus petits paysans, ou en piétinant les olives avec des sabots de bois (kroupezai). À partir du IVe siècle av. J.-C., les grandes exploitations utilisèrent plutôt le trapetum, un moulin à meules hémisphériques dont le plus ancien exemplaire a été retrouvé à Olynthe. Ces moulins-broyeurs, qui permettaient le traitement d'un nombre de fruits sensiblement supérieur, se diffusèrent à l'époque hellénistique dans tout le bassin méditerranéen, sans toutefois faire disparaître les procédés plus primitifs dans les plus petites exploitations. Ils consistent à écraser les fruits entre les orbes semi-cylindriques actionnées par la force humaine ou animale et la paroi de la cuve (mortarium). « Le rendement de l'appareil est alors essentiellement conditionné par le bon ajustement des meules : si l'écartement est trop faible, elles se bloquent, s'il est trop important, le système est inefficace ».

##### Pression

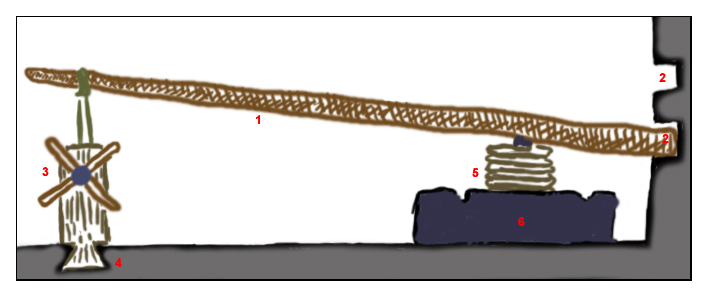
Pressoir à levier et treuil

La pâte d'olive obtenue devait ensuite être pressée, pour en tirer l'huile. À l'instar du vin (même si, du fait de la forte adhérence de l'huile à la chair des olives, on estime que la pression à même de les séparer est dix fois supérieure à celle nécessaire pour que le raisin rende son jus) les premières presses utilisées furent des presses à torsion : on plaçait les olives broyées « dans un tissu solide que l'on tordait à l'aide de bâtons passés dans des ais ». C'est le spectacle auquel assiste Ulysse chez les Phéaciens : « des tissus en travail, l'huile en gouttant s'écoule ». Ce procédé continua à être utilisé dans les petites structures productives, parallèlement à des techniques plus sophistiquées, comme le pressoir à levier.
Les premiers exemples de ce type de pressoir remontent à l'âge du bronze, mais ils se multiplient réellement à partir de l'époque classique. Ils sont constitués d'un tronc d'arbre fixé d'un côté dans un mur et manœuvré de l'autre pour écraser sous son poids, lentement et régulièrement, les olives placées dans des scourtins, paniers de sparterie à travers lesquels l'huile s'écoulait et qu'il fallait régulièrement et soigneusement laver pour qu'ils ne donnent pas un mauvais goût à l'huile produite. La pression était assurée par un système de contrepoids (sac de pierre), de treuil ou de vis, l'émergence de l'un ne faisant pas disparaître l'autre : le choix du procédé était fonction des besoins et des possibilités des utilisateurs.

##### Décantation
Pressée, la pâte d'olives rendait un mélange d'huile et d'eau qui se déversait de la table de pression dans des vases en terre cuite ou des cuves en pierre de taille où, après décantation, l'huile, plus légère, surnageait et pouvait être recueillie. Cette première pression à froid donnait une huile de qualité qui était utilisée pour la parfumerie, la pharmacie et l'alimentation. L'huile produite lors des deux pressions suivantes, stimulées par l'adjonction d'eau bouillante, était réservée à l'éclairage et au graissage. L’huile était conservée dans des vases en terre cuite pour servir tout au long de l’année.

### Légumes et fruits

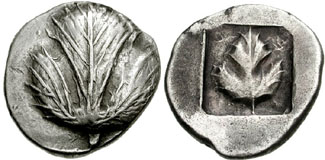
Le persil, symbole de la cité de Sélinonte, didrachme d'argent, vers 515-470 av. J.-C.

Ces ressources de base sont complétées par des cultures maraîchères (chou, oignon, ail) et légumineuses (lentilles, pois chiches, fèves, vesces). Il faut y ajouter les herbes (sauge, menthe, thym, sarriette, origan, etc.) et les plantes oléagineuses comme le lin, le sésame et le pavot.
Si l'importance de la consommation et de la production de ces légumes a longtemps été négligée par les historiens, c'est du fait de leur piètre visibilité dans nos sources : de fait, le caractère très périssable des légumes interdisait (au contraire des céréales, de l'huile d'olive ou du vin) les transports sur longue distance, et les cantonnait donc au marché local. Le plus souvent, la production se faisait dans un cadre familial, en zone rurale ou même dans les jardins entourant la ville (dont les déchets servaient à engraisser ces cultures). On réévalue aujourd'hui le rôle de ces légumes et légumineuses dans l'alimentation et l'économie agricole de la Grèce antique, démontré par exemple par les importants stocks de légumes secs dans les réserves des Hermocopides ou par le fait que les bandes intercalaires cultivées entre les pieds de vigne dans un bail de Rhamnonte étaient plantées pour moitié de céréales et de légumineuses.
L'arboriculture fruitière tient également une place non négligeable : figues, amandes, grenades sont récoltées avec soin. Pour preuve, nombre de baux indiquent expressément que les arbres fruitiers présents sur la parcelle devront être conservés ou remplacés par une nouvelle plantation s'ils venaient à mourir : il s'agit d'un capital précieux.
Le figuier était un arbre particulièrement apprécié, dans la mesure où il produit seulement cinq ou six ans après sa plantation et réclame peu de soins : il supporte des sols aussi pauvres que l'olivier, même s'il réclame davantage d'eau. La récolte avait lieu à l'automne, parfois également en juillet pour les espèces à deux récoltes. La figue est un fruit riche en sucre, en vitamine et en oligo-éléments, qui peut en outre être séché et donc se conserver relativement longtemps. Elle était fréquemment dévolue à l'alimentation des esclaves, voire à celle des soldats en cas de difficulté, comme Philippe V, bloqué en Carie, le fit en 201. De fait, le figuier est particulièrement présent en Carie, où certaines cités (Camiros ou Caunos par exemple) s'en étaient faits une spécialité.

### Élevage

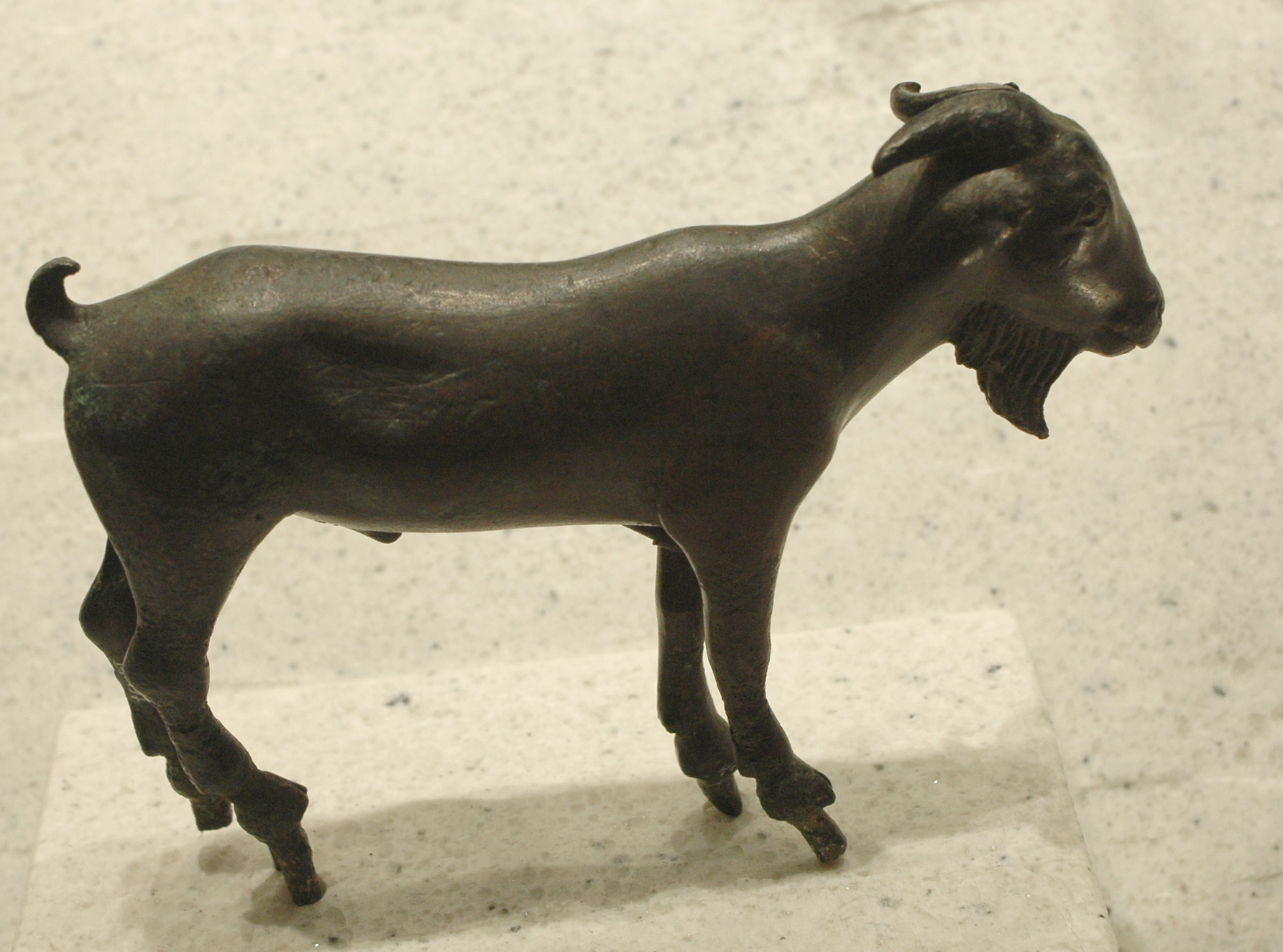
Bouc, figurine en bronze trouvée dans le dème de Kephissia,

#### Contraintes et types d'élevages
L’élevage, mis en avant comme signe de pouvoir et de richesse dans les épopées homériques, est en fait peu développé en raison du manque de terres disponibles : si la civilisation mycénienne connaît effectivement, outre l'élevage ovin, un élevage bovin relativement important, celui-ci recule rapidement par la suite et se limite à la production d'animaux de trait, même si on peut ponctuellement consommer leur viande (le lait de vache ne fait pas partie du régime alimentaire des Grecs). Ainsi, Thucydide (II, 14) ne mentionne l'évacuation en 431 que des probata (πρόϐατα, petit bétail) et des hypozugia (ὑποζύγια, animaux de joug). De fait, sans que l'élevage ne disparaisse pour autant, l'augmentation de la population des cités dès l'époque archaïque amène les Grecs à privilégier généralement la céréaliculture, qui permet, sur la même surface, de nourrir une population quatre fois plus importante.

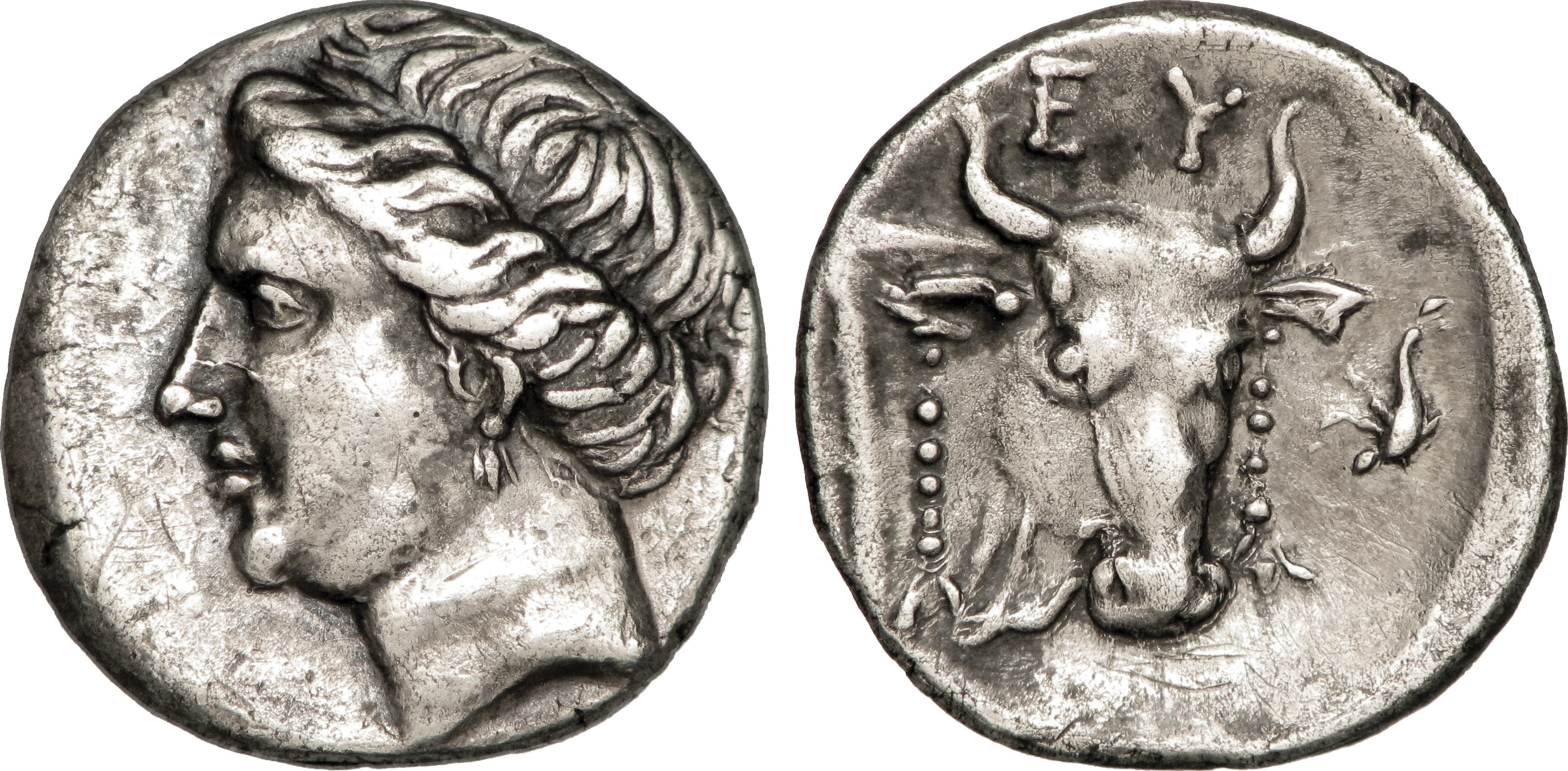
Drachme en argent représentant une tête de bovin

L'introduction, probablement au Ve siècle av. J.-C., de la luzerne, venue de Perse comme son nom (πόα Μηδική / poa mèdikè) l'indique, ne change rien au problème du peu de surfaces disponibles pour produire du fourrage. En outre, dans une région caractérisée par de longues périodes d'aridité au cours de l'année, l'accès à de grandes quantités d'eau était problématique, notamment pour le gros bétail : à plus de 30 °C, un bovin de 200 kg consomme 30 litres d'eau par jour, et un cheval 50 litres, contre 5 à 6 litres pour un mouton ou une chèvre, et moins de 10 litres pour un porc.
Les animaux les plus nombreux, bien que non indigènes, sont les moutons, plus adaptés pour leur nourriture à la végétation méditerranéenne pauvre et fournisseurs de viande, de laine (la tonte se faisait au printemps), de lait (consommé sous forme de fromage) et, après transformation, de cuir. Les chèvres sont présentes surtout dans les petites exploitations. Meilleures laitières (fromage) et à la reproduction plus rapide, elles ont en outre l'avantage de pouvoir paître sur des terrains plus accidentés que les moutons ; on craint cependant leur voracité, notamment à l'égard des vignes et des oliviers. À celles-ci s'ajoutent, en ville comme à la campagne, les porcs, principale viande consommée, et les volailles (pigeons, oies ; l'élevage des poules se développe à partir de l'époque hellénistique). Le bœuf, rare, est employé comme animal de labour et, dans une moindre mesure, comme animal de sacrifice (cf. hécatombe). Mais même ici, les ovins dominent : au Ve siècle par exemple, on sacrifie ainsi en moyenne six ovins pour un seul bovin. Le porc fait également partie des animaux fréquemment sacrifiés.
L'âne, le mulet et leurs différents croisements sont couramment élevés comme animaux de bât ou de trait. Ce n'est qu'exceptionnellement le cas du cheval, animal de luxe voué essentiellement au transport et aux concours, caractéristique d'un mode de vie aristocratique : Les Nuées, comédie d'Aristophane, illustre bien le snobisme équestre des aristocrates athéniens : le fils du héros, Phidippidès (« Galopingre » dans la traduction de Victor-Henry Debidour), ruine son père en chevaux de race. Les chevaux les plus réputés sont élevés dans les plaines thessaliennes et en Argolide. On élevait également chevaux et bovins en Épire, Béotie, Messénie et Eubée

#### Élevage et cultures

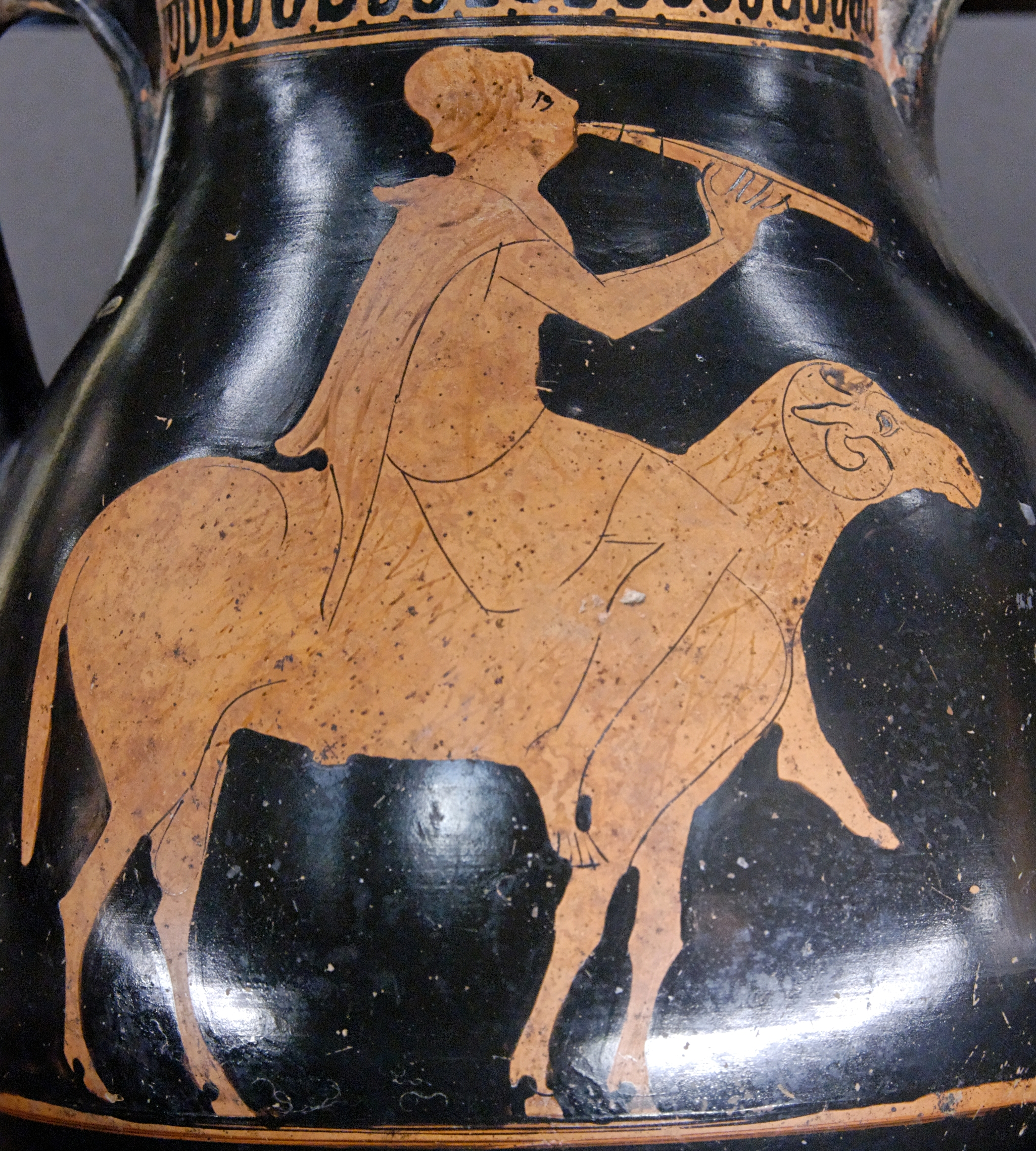
Berger monté sur un bélier et jouant de l'aulos, pélikè du Peintre de Géras, v. 470 av. J.-C., musée du Louvre

On nuance aujourd'hui la tradition littéraire grecque, qui avait tendance à considérer l'élevage comme « l'activité typique de l'homme sauvage, avant qu'il soit entré dans la civilisation de l'agriculture », et de ce fait à disjoindre culture et élevage : les deux activités sont en fait souvent réunies au sein d'une même exploitation, même si leur cohabitation nécessitait une organisation rigoureuse dans le temps comme dans l'espace.
Certes, dans la plupart d'entre elles, le travail de l'agriculteur et les surfaces disponibles étaient avant tout consacrés aux cultures, mais rares étaient ceux à ne pas pratiquer du moins un élevage d'appoint : quelques volailles et du petit bétail, se nourrissant de restes de cuisine ou paissant dans les garrigues impropres à la culture (non sans dégrader le tapis végétal et perturber ainsi la structure des sols et l'hydrographie des lieux). En outre, le bétail produisait du fumier qui constituait pour les agriculteurs grecs un précieux apport d'engrais azoté, même s'il semble que les Grecs étaient réticents à faire paître le bétail sur les chaumes d'après récolte. Le chaume laissé sur la terre la fertilise si on le brûle, et jeté au fumier, il en augmente la masse d’engrais. Il devait également exister des exploitations mixtes, agro-pastorales, mais on connaît surtout des exploitations spécialisées dans l'élevage, que ce soit sur des terres impropres à la culture (eschatiai) comme les montagnes d'Arcadie parcourues par des troupeaux d'ovicaprins, ou des espaces au contraire plus réputés pour leur richesse, comme les plaines de Thessalie où l'on pratiquait l'élevage de chevaux. Les bêtes élevées pouvaient être d'espèces variées : une inscription de la fin du IIIe siècle av. J.-C. mentionne ainsi un certain Eubôlos d'Élatée, en Phocide, propriétaire de 220 bœufs et chevaux et d'au moins 1 000 moutons et chèvres.

#### Terrains de parcours et conflits frontaliers
Les éleveurs d'ovicaprins pratiquaient le plus souvent une transhumance inverse (l'essentiel de l'année était passé dans la montagne, l'hiver en plaine), le plus souvent sur de courtes distances. Ce type d'élevage extensif nécessitait d'obtenir l'accord des cités concernées par ces déplacements, dans la mesure où a priori la jouissance de ces terres communes des confins était réservée aux citoyens de la cité à laquelle elles appartenaient. Ce privilège (ἐπινομία / epinomia) pouvait être étendu à des étrangers, à titre individuel ou collectif, gratuitement ou par l'acquittement d'une taxe spéciale (ἐννόμιον / ennomion) qui permettait de se protéger contre toute contestation de pâturages : dans l'exemple cité plus haut, l'inscription a ainsi pour objet d'accorder audit Eubôlos « une période de droit à la pâture d'une durée de quatre ans pour deux-cent vingt bovins ou chevaux et pour mille moutons ou chèvres » sur les terres d'Orchomène de Béotie, à une vingtaine de kilomètres au sud-est d'Elatée.
En l'absence de tels accords, les conflits entre cités sur les espaces limitrophes, souvent marginaux, pour savoir quelle cité y disposait du droit de pâture, pouvaient être violents et déboucher sur de véritables affrontements guerriers. Ainsi, en Crète, la cité de Hierapytna, après avoir absorbé plusieurs cités (comme Praisos) notamment pour étendre son territoire de pâture, entra en conflit avec la cité d'Itanos en 115/114 : le texte de l'arbitrage, confié à la cité de Magnésie du Méandre « montre que l'enjeu territorial était explicitement le contrôle des terres de pâture du Mont Dikté et de l'île de Leukè ».

### Autres productions

#### Bois
Le bois est exploité intensivement, principalement d’abord pour un usage domestique : les chariots sont en bois, de même que l’araire (árotron) utilisé pour labourer. Portes et fenêtres, qui constituent au Ve siècle l'un des rares luxes de la maison individuelle, sont en bois. Les massifs boisés grecs, situés en zone montagneuse, sont également mis à mal par les chèvres et par les charbonniers : en Grèce centrale, on est souvent contraint d'importer le bois d'œuvre des grandes futaies de Macédoine ou de Carie, en particulier pour la construction de trières. Les forêts moins majestueuses des environs d'Athènes ou de Corinthe sont essentiellement consacrées à la production de bois de chauffage, à usage domestique mais surtout artisanal : cinq tonnes de bois frais, c'est-à-dire environ cinq hectares de maquis, sont nécessaires pour traiter une tonne de minerai.

#### Miel

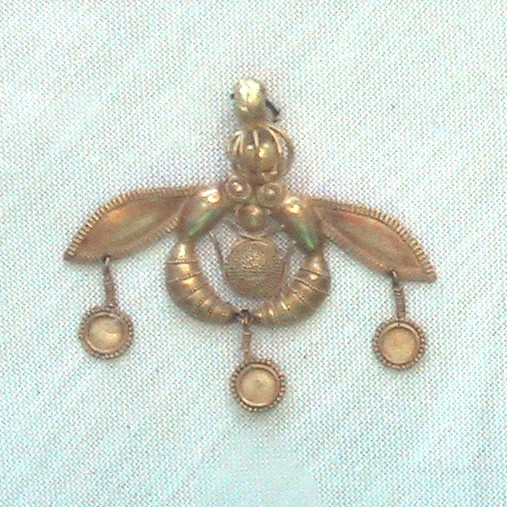
Deux abeilles autour d'un rayon de miel (?), œuvre minoenne, Malia, Crète, v. 1700-1500 av. J.-C.

Les Grecs emploient comme sucrant des dérivés de fruits comme le sirop de datte ou les figues séchées, mais leur principal édulcorant est le miel. Son usage culinaire s'étend à la conservation de certains aliments et à la fabrication de l'hydromel. Il entre également dans la composition de médicaments et, « chargé d'un puissant symbolisme religieux, [il est] utilisé dans nombre de libations aux divinités chtoniennes ». En outre, la cire d'abeille constituait pour les Anciens une matière première aux multiples usages (écriture, bouchons, etc.).
L'apiculture est sans doute pratiquée dès le Néolithique récent, et la plus ancienne ruche retrouvée dans l'aire de civilisation grecque provient de Kallistē, détruite en 1628 av. J.-C. par une éruption volcanique. Le miel de thym de l'Hymette, près d'Athènes, jouissait déjà d'une grande réputation, et l'apiculture était une activité agricole très développée en Attique dès le VIIe siècle av. J.-C. au moins, puisque Solon, d'après Plutarque, aurait ressenti dès cette époque la nécessité d'établir par la loi que « si l'on installait des ruches pour les abeilles, il fallait les écarter de trois cents pieds de celles qui avaient été établies auparavant par un autre ». Ces ruches, le plus souvent des cylindres de céramique, étaient placées horizontalement ou verticalement et déplacées régulièrement sur de grandes distances pour profiter des meilleures conditions naturelles. Leur production pouvait être exportée, notamment vers les cités de la mer Noire : on a interprété l'abeille timbrée sur plusieurs amphores retrouvées dans ces régions comme le signe qu'elles avaient servi au transport de miel ou de cire.

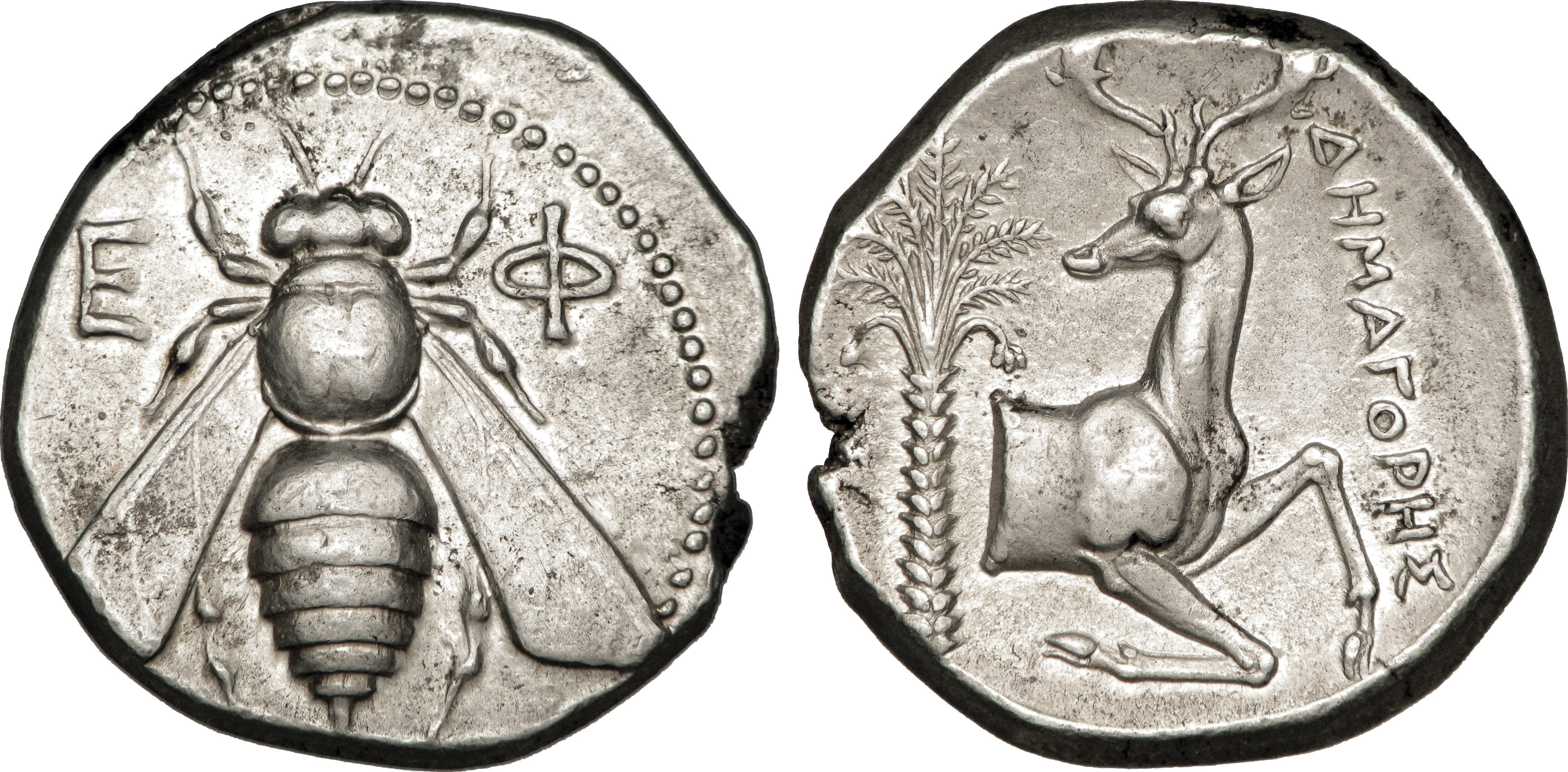
Tétradrachme en argent représentant une abeille vue de dessus et un protomé de cerf

De fait, à cette époque, l'apiculture est une source de revenus importante pour les agriculteurs grecs, notamment en Attique, soit parce qu'elle offre aux plus pauvres la possibilité de disposer d'une production recherchée et monnayable, soit parce qu'elle permet aux grands propriétaires de valoriser les terres dont ils disposent éventuellement dans les eschatiai pour faire paître leurs troupeaux. D'après Claire Balandier, « au temps de Périclès, plus de 20 000 ruchers ont été dénombrés en Attique ». L'ampleur de l'activité apicole semble confirmée par le fait que dans ses Lois, Platon distingue trois fonctions dans l'économie agricole : laboureur, berger et apiculteur. Autre source littéraire importante, Aristote témoigne de beaucoup d'intérêt pour la structure sociale des abeilles, mais sa description reste très incomplète et ne comporte que peu d'informations sur l'apiculture proprement dite.

## L'exploitation de la terre: techniques, aménagements et stratégies agraires

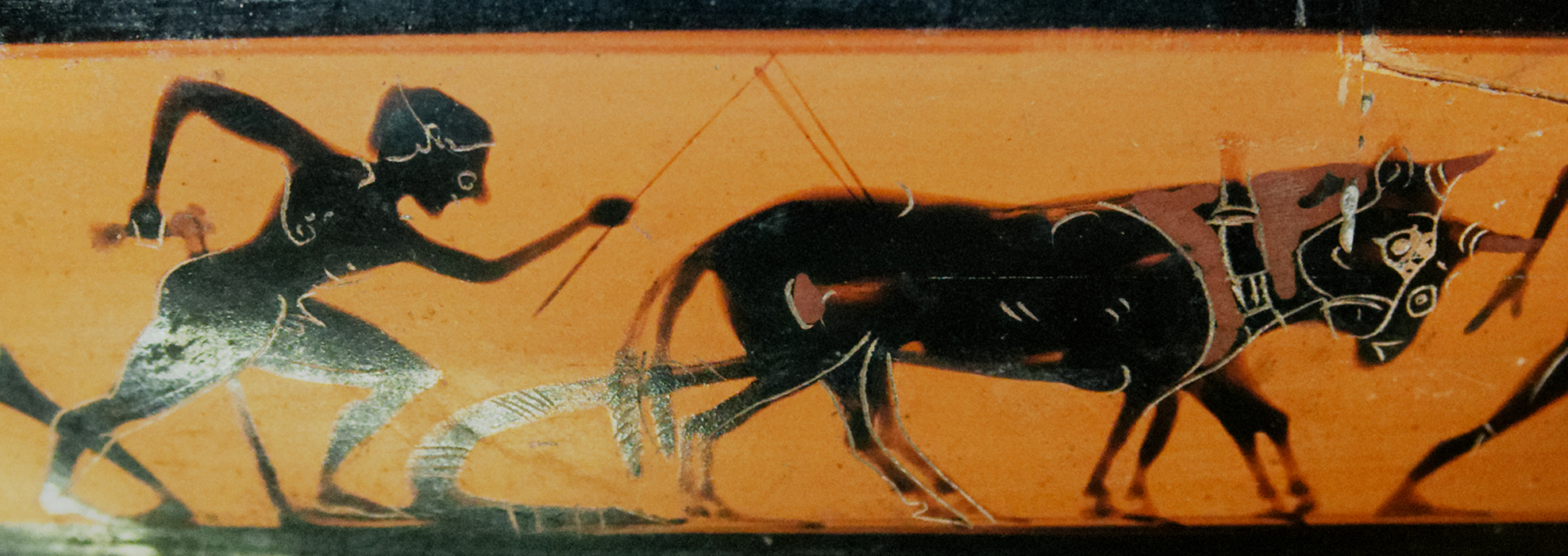
Laboureur. Coupe à bande attique à figures noires. Vers 530 av. J.-C. Musée du Louvre

### Les travaux agricoles
De la fin de l’automne jusqu’au début de l’hiver, on récolte les olives, à la main ou à la gaule, qui seront ensuite broyées et pressées pour obtenir de l'huile. C’est également le moment de la taille des vignes, comme le recommande Hésiode, (« Alors la fille de Pandion, l'hirondelle au gémissement aigu, s'élance vers la lumière : c'est le printemps nouveau qui naît pour les hommes. Avant qu'il soit là, songe à tailler tes vignes : c'est le bon moment ») et des arbres, ainsi que de la culture des légumineuses.
Le début du printemps est la saison des pluies : les paysans en profitent pour sarcler dans les vignes et retourner la terre laissée en jachère (celle-ci sera, jusqu'aux semailles, régulièrement retournée pour préserver l'humidité du sol et empêcher « la formation d'une croûte superficielle qui, par capillarité, aurait eu pour conséquence de faire remonter l'eau en été et donc d'assécher la terre »). Peu après vient l'agnelage, avant que les bêtes rejoignent les hauteurs pour échapper à la chaleur (36 à 40°) et l'aridité de l'été, qui rend l’irrigation indispensable au jardin pour éviter un trop grand dessèchement des sols.
Au mois de mai, on moissonne à l’aide de faucilles à main (la faux est inconnue), ce qui permet d'éviter les pertes, mais nécessite une abondante main-d'œuvre, notamment féminine (glaneuses). La parcelle moissonnée sera laissée en jachère jusqu'au mois de mars suivant. Le blé est battu par la force animale : on fait simplement piétiner bœufs, ânes ou mulets sur des aires circulaires et maçonnées aménagées en plein air. On procède enfin au vannage, opération consistant à lancer en l'air dans de grands paniers plats le mélange de grain et de balle, le vent emportant cette dernière. La paille est récupérée pour la nourriture animale et le grain est conservé dans des greniers, des silos ou dans des jarres qui servent aussi à son transport. Il reviendra aux femmes et aux esclaves de le moudre et d’en faire du pain pour le blé, de le griller et de la moudre pour l'orge, à l'aide d'un mortier et d'un pilon, puis de plus en plus à partir du IVe siècle, avec un moulin à trémie.

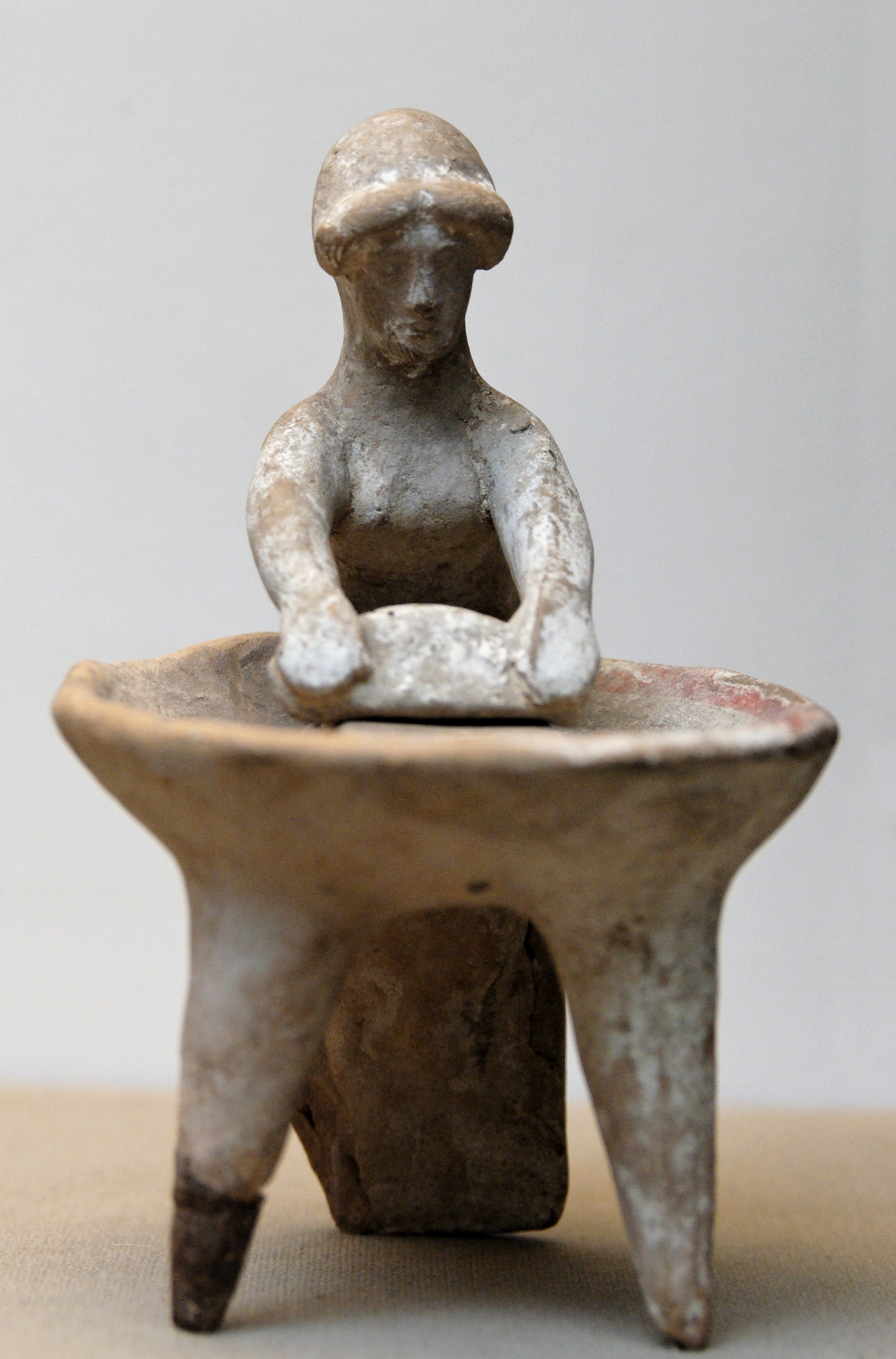
Femme en train de moudre du grain, vers 450 av. J.-C., British Museum

L'été est également la saison de la récolte des fruits (figues, amandes, etc.), mais il « n'est pas la saison végétative à laquelle nous ont habitués nos climats tempérés. C’est au contraire la saison stérile, véritable coupure dans l’année agricole », même si un second labour de la jachère de l'année précédente peut avoir lieu en juillet.
L’automne est la saison décisive, où l'activité est la plus importante. En septembre, on coupe le bois mort pour éviter qu’il ne pourrisse et on fait des coupes de bois vert qui remplaceront les réserves de bois de chauffe : si l’hiver est doux sur la côte, il est plus rude dans les régions montagneuses. C’est surtout, une fois le raisin bien mûr, à la limité de la pourriture, la saison des vendanges et du foulage des grappes dans de grandes cuves, avant de mettre le vin à fermenter dans des jarres. On doit aussi casser la croûte sèche qui s’est constituée en été sur les terres à céréales, pour lui permettre de recueillir les précipitations. En effet, « l'automne venu, tous les mortels portent leurs regards vers le ciel, et attendent que le dieu, par une pluie salutaire, permette d'ensemencer les champs ». Préalablement, l’araire, en bois, ouvre la terre sans la retourner : en tout état de cause, la faible épaisseur de la couche arable, excepté dans quelques plaines fertiles, rend impossible un labour profond. Une houe à deux dents (dikella) et un maillet complètent l’équipement pour casser les mottes de terre. Lorsque l'on entend « la voix de la grue lancer du haut des nuages son appel de chaque année, c'est le signal des semailles » : on sème alors, à la volée, la jachère de l’année précédente. Les enfants sont chargés du piétinement des sillons pour enterrer les grains et permettre leur développement.

### Assolement biennal, polyculture et techniques rudimentaires

Les trois grands types d'araire à mancheron unique :
1 - araire chambige
2 - araire manche-sep de l'Égypte ancienne
3 - araire dental grec

Les paysans grecs pratiquent en effet l’assolement biennal (alternance terre cultivée/jachère d’une année sur l’autre), qui permet de laisser la terre reposer seize mois. Les tentatives d’introduire un assolement triennal, avec des légumineuses (lentilles, lupins, fèves) en troisième élément du cycle, se heurtent à la pauvreté du sol grec et à l’insuffisance de la main d’œuvre en l’absence de tout machinisme. Par ailleurs, les Grecs utilisent peu la fumure animale, peut-être en raison de la faiblesse de l’élevage bovin. En partie au moins du fait du climat, il semble qu'ovicaprins comme bovins stabulent peu, ce qui rend le fumier animal difficilement récupérable. À défaut, les paysans envoient les bêtes paître dans la jachère, et utilisent parfois la chaux, le salpêtre, les déchets domestiques ou ceux du gymnase (le gloïos, mélange d'huile, de sueur et de poussière, qui peut être vendu et utilisé dans les potagers). À la fin du IIIe siècle av. J.-C., les vases tirées du lac sacré d'Apollon à Délos sont également vendues aux maraîchers de l'île lors de son curage. Mais les volumes produits sont très réduits et, le plus souvent, le seul amendement des sols consiste à utiliser les chaumes et les mauvaises herbes de la jachère comme engrais vert, en les enfouissant lors du passage de l'araire. De même, les marnes étaient peu abondantes.
Si certaines productions pouvaient dominer les terroirs (par exemple la vigne à Thasos), les pratiques agricoles grecques relèvent essentiellement d'une polyculture qu'illustre bien la pratique de la coltura promiscua, la culture de céréales entre les rangs d'olivier. Il s'agissait avant tout pour les paysans grecs de gérer l'incertitude liée aux conditions de culture (pauvreté des terres, grande variabilité des précipitations). En ne se limitant pas à une seule production, ils répartissaient les risques et s'assuraient de disposer d'un minimum, qu'il s'agisse de les consommer soi-même ou de les échanger sur le marché : « dans le cas où, par exemple, les pluies d'automne auraient été insuffisantes pour obtenir une bonne récolte de légumes grâce à des pluies de printemps plus satisfaisantes ; au pire, on aurait toujours un peu de vin, d'huile ou de miel à échanger ».
Outre les Geoponica (forme latinisée du grec Γεωπονικοι), compilation d'extraits d'agronomes antiques réunis par Cassianus Bassus au VIe siècle, Les Travaux et les Jours d’Hésiode (VIIIe siècle av. J.-C.) et l’Économique de Xénophon (IVe siècle av. J.-C.) fournissent des renseignements précieux sur le travail de la terre. Il existe d'ailleurs une grande similitude dans les techniques décrites par ces deux ouvrages à quatre siècles d'intervalle : l'agriculture grecque ne connaît que très peu l'innovation et les modes d'exploitation de la terre n'évoluent que marginalement sur des périodes très longues. Ainsi, l'usage, à la place de la houe, de l'araire semble se développer dès le Bronze ancien : à cette époque, des figurines de Tsougiza, près de Némée, montrent des bœufs équipés d'un joug qui peut être soit de cornes, soit de garrot. Si l’araire primitif, manche-sep (autoguos) n’était probablement constitué que d’une seule pièce, Hésiode mentionne l’araire dental (pekton árotron), visible sur diverses représentations, et cite le timon en bois de laurier ou d'orme, le sep (elyma) en bois de chêne, l'age (histoboeus) en bois d'yeuse ou de chêne vert. On sait également par son intermédiaire qu'il n'y avait qu'un mancheron (echetle). Le soc (hynis) fut longtemps démuni de pièce de fer avant d'être renforcé par des frettes ou des lames de fer. Ainsi, l'outillage de fer se développe à partir de l'époque géométrique et les occurrences de socs d'araire en fer sont régulières au IVe siècle. L'impact sur les rendements ne fut cependant pas particulièrement notable.
Il semble que l’outillage agricole reste médiocre et aucune invention majeure ne vient faciliter le travail humain ou animal. Il faudra attendre les Romains pour voir apparaître le moulin à eau, tout d'abord en Méditerranée orientale, permettant de substituer à la force musculaire l’énergie hydraulique. Ni l’irrigation, ni l’amendement des sols, ni l’élevage ne font de réels progrès. Dans l’ensemble, les rendements sont médiocres. Seules les terres très riches, comme celles de Messénie, tolèrent deux récoltes successives.

### Une question essentielle: la conservation des céréales
Le problème du stockage du grain se pose dès lors qu’il n’est pas immédiatement destiné à la vente. La conservation est brève, ne dépassant souvent pas l’année, voire moins, et l’étonnement de Xénophon durant l’Anabase devant les réserves à long terme de certaines régions d’Arménie suggère que tel n’était pas l’usage en Grèce. Théophraste consacre plusieurs passages à la conservation des semences, généralement pour l’année suivante, rarement davantage, et dans tous les cas, jamais au-delà de deux ans. Dans ce cadre, la sensibilité du ravitaillement des Grecs aux variations climatiques est extrême : les familles les plus modestes vivent dans une situation de grande fragilité en matière frumentaire, ce qui a favorise les stratégies de diversification des cultures comme de fragmentation du parcellaire pour mieux limiter les risques.

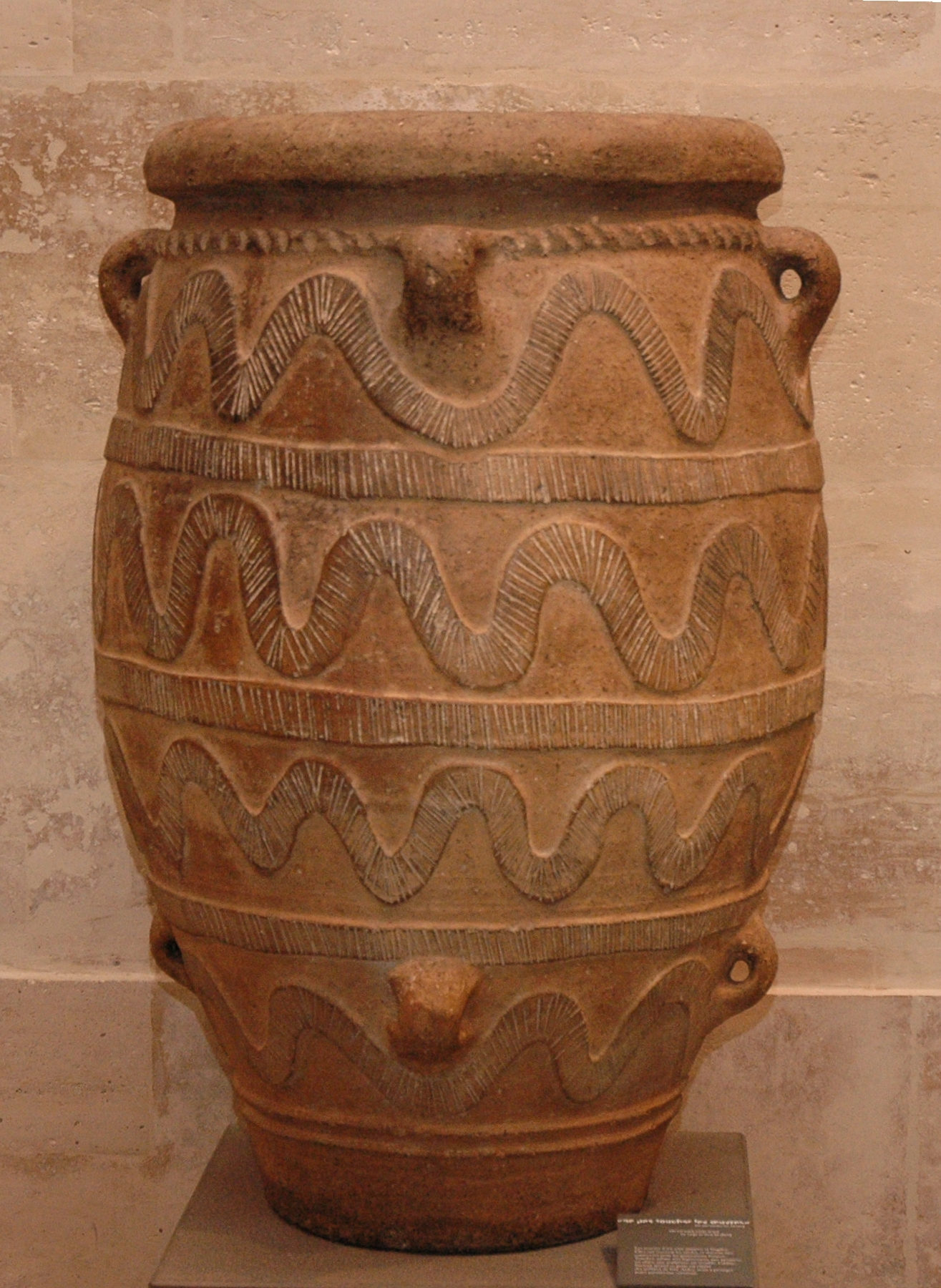
Un exemple de pithos

L’utilisation de la technique du silo est attestée et l’inscription relative aux prémices d’Eleusis au Ve siècle av. J.-C. y fait référence. On en trouve encore dans la Grèce classique (Démosthène, Chers., 45) mais à Olynthe les silos du VIe siècle av. J.-C. sont abandonnés et les réserves deviennent individuelles, au sein de chaque maison. Elles sont alors placées dans des contenants en céramique et c’est à ce type de réserve que se réfère Hésiode[réf. nécessaire]. Les termes grecs pour désigner le grenier, la réserve sont très imprécis et peuvent indiquer le magasin, la cabane, le cellier : ή άποϑήκη, ή καλιά, ò πιϑεών, ò πύργος, ò ρογός, ò σιτοβολεĩον, τό ταμιεĩον. Il n’y a pas d’équivalent à notre mot « grange », certains termes semblent désigner des greniers publics ou religieux. Dans les fermes fouillées en Grèce, la réserve apparaît mal ; elle est parfois localisée dans la tour (πνργος) avec un pithos enterré. Plus souvent les jarres de grains et les paniers voisinent avec les jarres d’huile, comme le confirme l’inscription des Hermocopides ; ainsi la réserve semble aussi bien contenir les céréales, les légumes, l’huile que le vin.
Essentiel pour tenir un siège, le problème des réserves à grains a été soulignée par un ingénieur grec du IIIe siècle av. J.-C., Philon de Byzance. La description la plus précise à ce sujet provient de son traité de poliorcétique où il distingue trois types de réserves à grains :
- Les silos (σιροί) creusés. Il conseille d’« enduire leur fond sur quatre doigts d’épaisseur d’argile bien pétrie et mélangée à la paille hachée, et [d']enduire leur pourtour d’amurque. On fermera avec un cône de briques enduites d’argile » ;
- Les greniers, constructions aériennes en bois avec des ouvertures pour l’aération, dont les murs et le plancher sont aussi enduits d’armuque ;
- Les celliers voûtés en pierre. Pour faciliter la conservation, on place au centre un vase rempli de vinaigre, dans lequel on ajoute des produits tels que foie de cerf, fenugrec broyé ou origan dont l’odeur forte était censée éloigner les rongeurs. Plus tard, Palladius consignera ces pratiques dans son De re rustica : « Quelques personnes entremêlent avec le blé, afin qu’il se garde, des feuilles de coriandre […] De l’herbe aux moucherons, sèche, étendue sous le blé, lui procure une longue durée, à ce qu’assurent les Grecs ».

Philon de Byzance, désigne ces réserves à grains sous le nom de σιτοβολών ; on retrouve ce terme au IIe siècle dans un papyrus ainsi que dans les comptes déliens.

### Aménagement et occupation de l'espace agricole

#### Monde plein, agriculture intensive, terrasses et aménagements hydrauliques

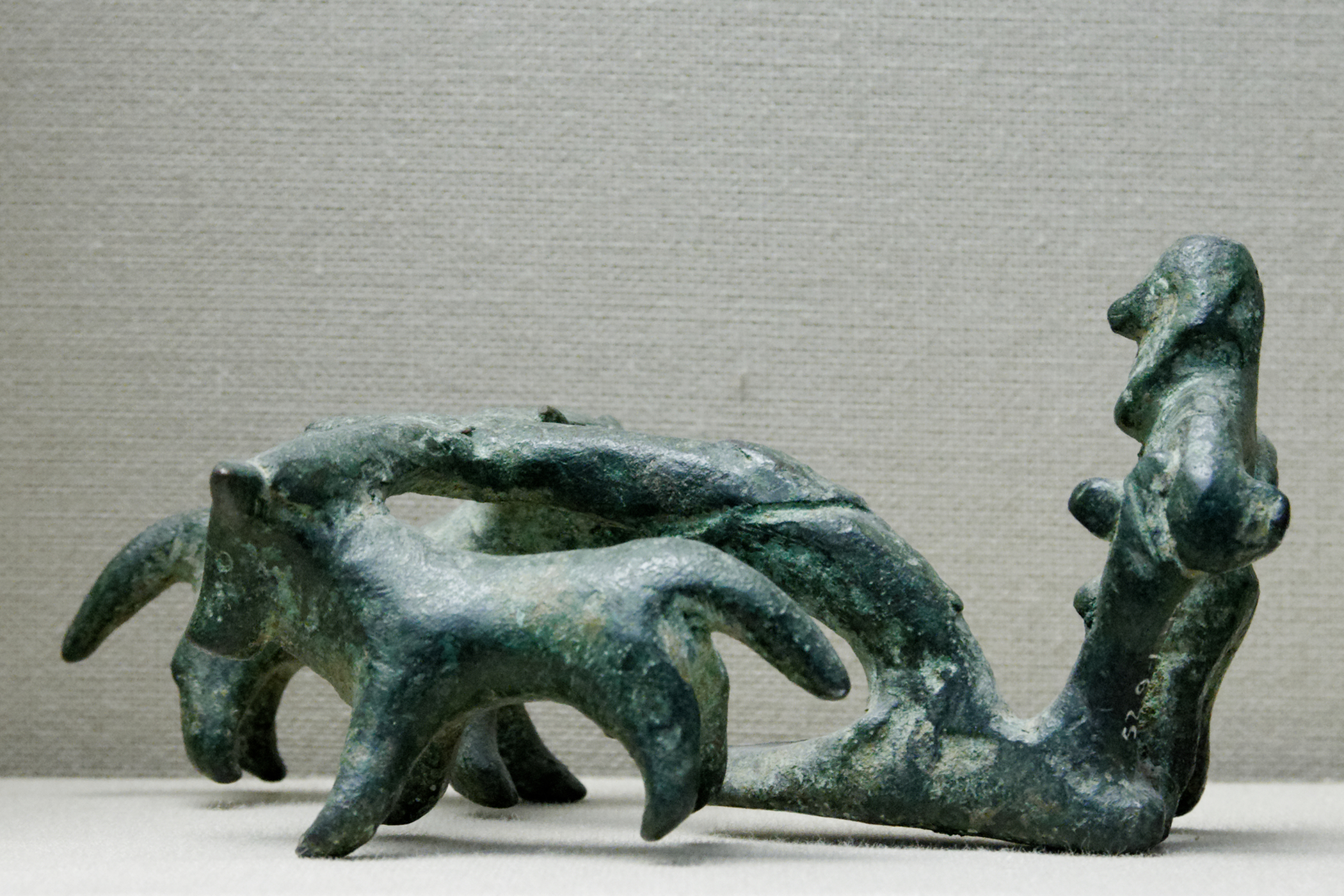
Laboureur et son attelage de bœufs, VIe siècle av. J.-C., British Museum

Dès l'époque archaïque, mais encore davantage lors du pic de population que connut la Grèce au Ve siècle av. J.-C., la pression démographique entraîna une intensification de l'exploitation des terres disponibles. On s'explique ainsi le recul de l'élevage, davantage consommateur d'espaces, que l'on constate à cette époque. La campagne grecque antique, très anthropisée, est en effet un « monde plein », parcouru par un réseau très dense de chemins ruraux, parsemé de petits sanctuaires et de tombeaux familiaux. Sous la pression démographique, les frontières des espaces agricoles eurent même tendance à s'étendre : l'archéologie aérienne (grâce à laquelle des traces de cadastration ont été relevées), les fouilles en zone rurale et surtout les prospections (survey) ont permis de saisir l'ampleur d'un phénomène peu évoqué par les sources écrites.
En effet, les Grecs se lancent à cette époque dans une « colonisation intérieure » en conquérant de nouvelles terres pour nourrir cette population nombreuse. Les basses terres où était cantonnée notamment la culture céréalière ne suffisant plus, on multiplie à l'époque classique mais même dès le VIe siècle à Délos les terrasses de cultures afin d'augmenter la capacité de production des zones de collines ou de montagne, au prix cependant d'un effort important (défrichage, creusement de la partie la plus haute de l'espace à aménager, élévation de murs de soutènement, remblayage). Les cultures qui y étaient développées étaient variées, mais on est certain qu'à Délos au moins, elles étaient pour une part destinées aux céréales, dans la mesure où la largeur de certaines terrasses dégagées correspondaient à celle d'un attelage de bœufs tirant l'araire (les terrasses plus étroites étaient probablement vouées à la vigne et l'arboriculture).
Ces terrasses permettaient en outre une meilleure gestion des précipitations, souvent brutales dans ces régions, en limitant le ravinement occasionné auparavant par les eaux de ruissellement ; elles facilitaient en outre l'aménagement de retenues utilisables ultérieurement pour pratiquer l'irrigation des jardins en période de sécheresse. On a ainsi découvert récemment dans les îles de Ténos et Délos des rigoles et des canaux distribuant vers les terres et les agglomérations les eaux recueillies dans des citernes et des bassins aménagés sur les pentes, comme l'évoquait Platon dans Les Lois (VI, 761 a-b). De même, on installait souvent des citernes sur le toit des habitations.
Les travaux hydrauliques ne se limitaient pas à la récupération et au détournement de l'eau pour l'irrigation : ils permettaient également de gagner d'autres terres à cultiver en asséchant, grâce à des digues et des canaux, les zones marécageuses, par exemple celles du delta du Méandre, régulièrement drainées et consacrées au pacage du gros bétail, ou celles du lac Copaïs en Béotie, pour lequel des tentatives sont attestées dès l'époque archaïque, sur l'initiative d'Alexandre ou encore au IIe siècle. Pour ce qui est du lac marécageux de Ptéchai en Eubée, on dispose d'un contrat d'assèchement et de location, pour dix ans, des terres conquises que la cité d'Érétrie avait conclu peu après 318 avec un entrepreneur privé extérieur à la cité, un certain Chairéphanès, sans que l'on sache si le projet fut effectivement mené à son terme. La production que ce dernier devait tirer de l'exploitation des terres gagnées sur le lac était, selon le contrat, exemptée de taxes dans la mesure où elle serait vendue sur le marché local : c'est pour garantir ses approvisionnements en nourriture que la cité encourage la conquête de nouveaux terrains. Compte tenu du montant très élevé du loyer (trois talents par an), la surface à exploiter, et donc les revenus à en tirer, devait être très importante, de l'ordre de plusieurs centaines d'hectares. Et cela d'autant plus que, compte tenu du fait que la cité ne prenait en la matière aucun risque en se contentant d'accorder des exemptions fiscales, Chairéphanès devait d'entrée de jeu investir lui-même des capitaux importants dans l'opération. Il pourrait s'agir d'un investisseur issu de l'entourage royal macédonien qui aurait accumulé au cours des campagnes d'Alexandre des sommes importantes qu'il aurait cherché à réinvestir.
De fait, ces aménagements lourds, auxquels on peut ajouter l'épierrage des champs permettant l'édification de murets en limite de parcelle et limitant de ce fait la divagation des troupeaux, nécessitent une main-d'œuvre importante que seule la cité, ou du moins la communauté paysanne locale, était en mesure de mobiliser. En tout état de cause, l'importance des travaux nécessitait une certaine solidarité entre exploitants ; l'envergure de ces investissements explique également la rigueur avec laquelle la cité comme les bailleurs privés réglementaient leur usage et leur entretien.

#### Une difficile périodisation de l'occupation de l'espace rural
Si les historiens et les archéologues s'entendent sur la croissance démographique du monde grec entre le VIIIe et le IVe siècle av. J.-C., et sur la densification afférente de l'occupation de l'espace rural, la situation des siècles suivant, notamment en matière de déprise agricole, est plus controversée. En effet, de la multiplication ou de la diminution des sites ruraux on conclut souvent à des variations, à la hausse ou à la baisse, à la fois de la population d'une cité et de l'intensité de l'exploitation de sa chôra. Or, le lien en question ne peut être établi avec certitude que si les sources textuelles le confirment, dans la mesure où la dispersion ou le regroupement de l'habitat peuvent s'expliquer non par des variations de la population en valeur absolue, mais simplement par une modification de sa répartition dans le territoire, à la suite de « changements dans la structure du corps social, avec par exemple l'apparition de domaines appartenant à de grands propriétaires ».
Cependant, en matière d'occupation de l'espace rural, une périodisation a été dégagée à partir des résultats d'une quinzaine de prospections (notamment sur l'île de Kéos, sur le territoire de Thespies et d'Haliarte en Béotie, et en Argolide méridionale). Elle souligne une moindre occupation des espaces ruraux à partir du milieu du IIIe siècle av. J.-C. dans certaines régions. Le phénomène s'étend et s'accentue à partir du début du IIe siècle av. J.-C., à la basse époque hellénistique. On constate alors une diminution globale des populations, au profit des villes « qui offraient des possibilités plus étendues de diversification des sources de revenus ». Les prospections utilisées indiquent que les fermes isolées ont particulièrement régressé, et que les tentatives de nouvelles implantations ne perduraient pas. La taille moyenne des sites découverts lors des prospections augmente au fil du temps. Cela pourrait laisser penser que, sans faire disparaître tout à fait les petites et moyennes exploitations, les grands domaines, pratiquant une agriculture plus spéculative (vigne, arboriculture) et un élevage relativement extensif, aux mains d'une riche aristocratie souvent romanisée, se seraient particulièrement développés. Il existe une autre explication possible, non exclusive de la première, à cette augmentation de la taille moyenne des sites découverts à la basse époque hellénistique : peut-être certains de ces sites sont-ils, non de grandes exploitations, mais des formes d'habitat groupé.
Toujours est-il que l'activité rurale décline indéniablement : les terres faciles à cultiver, fertiles ou proches des routes semblent privilégiées, les autres davantage vouées à l'élevage ou même abandonnées, ce qui peut expliquer l'impression de désertification des campagnes soulignée par les sources contemporaines, notamment Polybe. Plusieurs explications ont été avancées pour expliquer ce phénomène : érosion des sols en raison de leur surexploitation à l'époque classique ; désorganisation de l'espace rural du fait des déprédations et réquisitions subies par ces régions dans le cadre des nombreux affrontements dont elles ont été le cadre aux IIe siècle av. J.-C. et Ier siècle av. J.-C., notamment entre imperatores romains.
Pourtant, cette périodisation est jugée par certains historiens à la fois trop fragile (du fait du manque de précision des datations opérées à partir de céramique commune) et trop schématique : elle est notamment invalide dans le cas de plusieurs territoires, comme dans le dème d'Atènè en Attique, dans l'île de Mélos ou en Étolie. Sans doute doit-elle être nuancée et relativisée, l'évolution de l'occupation des terres pouvant varier d'une région, voire d'une cité à l'autre. Il apparaît notamment que la périodisation proposée néglige le dynamisme spécifique de la façade adriatique de la Grèce (Épire, Étolie, Achaïe, Messenie), ainsi que celui de la côte d'Asie Mineure, à l'époque hellénistique, comparativement à la façade égéenne de la Grèce méridionale, dont le développement est plus important à l'époque classique.

## La terre et les paysans

### Parcellaire et habitat rural

#### Les fermes grecques et macédoniennes
Les bâtiments de ferme sont en général implantés sur des hauteurs, là où les terres sont peu exploitables. Les murs sont constitués de pierres à leur base et de briques crues sur le reste de la hauteur. Les tuiles qui couvrent le toit, comme les huisseries de bois, peuvent être retirées en cas d'invasion ennemie (c'est le cas lorsque les paysans athéniens se réfugient, conformément à la stratégie péricléenne, derrière les longs murs de la cité au début de la guerre du Péloponnèse) ou de changement d'occupant dans le cas d'une maison louée : le bail demande régulièrement au preneur de fournir le toit et/ou les portes.
Les bâtiments, réunis en un bloc, s'organisent en général autour d'une cour carrée ornée d'un portique en bois. Les différentes pièces donnant sur cet espace n'ont le plus souvent pas de fonction identifiable du fait de la mobilité de la plupart des équipements. Seul le cellier, pithôn, se reconnaît aux pithoi qui y sont enterrés. De nombreuses fermes disposent en outre de tours en pierre, rondes ou carrées, « qui témoignent de l'insécurité ambiante mais aussi de la richesse des propriétaires », mais dont la fonction est peu claire (ou multiple) : stockage des récoltes, surveillance et/ou logement des esclaves, protection contre les pirates ou les brigands…
Les fermes fouillées en Attique (fermes de Dèma, d'Atènè et de Vari) forment en général un ensemble de 13 à 15 m de largeur sur 17 à 21 m de longueur. Elles disposent parfois d'aménagements indiquant que leur propriétaire était relativement riche (bâtiments secondaires comme une porcherie, aires circulaires pour battre le grain) et qu'il demeurait sur place. La ferme de Vari dispose ainsi d'une salle de banquet reconnaissable à ses fauteuils taillés dans le mur. Ce modèle ne peut cependant pas être généralisé : Ischomaque, dans l’Économique de Xénophon, quitte chaque matin la ville où il habite pour surveiller ses terres.
Les fermes macédoniennes datant du IVe siècle av. J.-C. et de la haute époque hellénistique qui ont été fouillées étaient de toute autre dimension, de l'ordre, cour comprise, de 1 200 à 2 400 m2. Par leur ampleur et leur luxe, par leurs nombreux équipements (four à céramique pour la ferme du site moderne de Tria Platania, atelier de fabrication d'outils en fer pour celle de Liotopi Routscheli), elles se rapprochent bien davantage du monde des colonies que de celui de la Grèce classique ou de l'Attique de cette époque. Vraisemblablement au cœur de grands domaines contrôlés par l'aristocratie macédonienne, elles étaient vouées à une large production de vin ou d'huile destinée à l'exportation : le grand nombre de monnaies retrouvées sur ces sites (220 pièces par exemple pour la ferme fouillée sur le site moderne de Komboloi) souligne leur insertion dans les réseaux monétaires et marchands.

#### Dispersion des terres et habitat rural

##### Des propriétés très fragmentées
Idéalement, les Grecs souhaitaient disposer d'un bien d'un seul tenant. La philosophie politique athénienne propose en général de diviser la chôra en lots égaux (kleros) permettant à chaque propriétaire d'assumer ses devoirs vis-à-vis de sa famille et de sa cité, auxquels s'ajoutaient une petite parcelle pour faire du jardinage en ville (asty), ainsi qu'un droit à faire paître ses bêtes dans les marges (eschatiai). On perçoit une volonté d'appliquer ce modèle dans les cités coloniales, lors des redistributions de terres à Sparte à la fin du IIIe siècle av. J.-C. (réformes d'Agis IV, de Cléomène III et de Nabis). De même, à la fin du IIIe siècle, un décret de Pharsale, en Thessalie, octroie aux métèques qui ont combattu pour la cité, outre la citoyenneté, un lot de 60 plèthres (4,8 hectares) ; de même, à cette époque, le nouveau cadastre de Larissa en Thessalie fait référence à de nombreux lots de 50 plèthres (4 hectares). Il semble donc que le kléros idéal, celui à même de faire vivre une famille, soit de 4 à 5 hectares.
La réalité du parcellaire est pourtant en général bien différente : les terres de chaque exploitant sont souvent dispersées, notamment du fait du système de succession égalitaire entre tous les enfants mâles pratiqué en général dans les cités grecques. Cette dispersion des terrains exploités dans différents secteurs rendait leur exploitation moins rationnelle que s'ils avaient été d'un seul tenant, mais elle avait également des avantages, bien perçus par les exploitants de l'époque, en permettant notamment une certaine répartition des risques : les désastres naturels pouvaient toucher certaines parcelles et en épargner d'autres, situées à quelques kilomètres, et le paysan était ainsi assuré de disposer d'un minimum de récolte.

##### La question de la dispersion de l'habitat rural
En s'appuyant sur les sources littéraires et épigraphiques, sur cette fréquente dispersion des terres possédées par chaque paysan, et sur la rareté des points d'eau disponibles (notamment en Attique), on a longtemps considéré que la Grèce antique se caractérisait uniquement par un habitat rural groupé en villages, excluant les fermes isolées. Les auteurs athéniens décrivent ainsi un propriétaire qui rejoint ses terres, disséminées dans la campagne, en quittant chaque matin le village (komè), centre urbain du dème dans lequel il habite (une centaine de villages de ce type parsemaient alors l'Attique). C'est par exemple le cas d'Ischomaque, dans l'Économique de Xénophon. On retrouve ce type de structuration de l'espace dans les colonies, « où la chôra est organisée en fonction d'un habitat groupé en ville ».
Or, les découvertes archéologiques des dernières décennies ont relativisé ce modèle, puisque de nombreux bâtiments isolés ont été découverts lors des prospections entreprises dans plusieurs régions de Grèce continentale, en Attique (dème d'Atènè, Laurion), Béotie, Eubée (Carystos), Thessalie, (Argolide), dans les îles de Thasos, Céos, Chios ou Délos, et même en Italie du Sud et en Sicile. Historiens et archéologues s'interrogent sur la représentativité de ces contre-exemples : dans quelle mesure nuancent-ils ou invalident-ils le modèle général qui ressort essentiellement des sources littéraires et épigraphiques, à savoir celui d'un habitat rural essentiellement groupé en villages ? La question a été âprement discutée. Robin Osborne a maintenu l'hypothèse d'un habitat groupé, en déniant à ces bâtiments isolés la qualité d'habitat permanent, les considérant plutôt comme temporaires, utilisés de manière saisonnière par les habitants des centres urbains ou des villages. Cependant, l'examen précis de ces sites ruraux ont démontré le plus souvent qu'ils étaient bien permanents : par exemple à Délos, la présence de céramiques à usage domestique dans des proportions équivalentes à celles d'une maison urbaine, celle d'éléments indispensables à la cuisine (foyer, four à pain), tout comme l'existence avérée, grâce à l'étude des ossements qui s'y trouvaient, de toute une basse-cour ainsi que d'un élevage de chèvres et de moutons destinés pour une part à l'autoconsommation des occupants de la ferme a laissé en la matière peu d'ambiguïtés.
La complexité et la diversité du monde rural grec ancien tel qu'il apparaît à travers les sources a tendance à orienter les historiens vers l'hypothèse d'un habitat mixte, le schéma d'un habitat généralement groupé étant nuancé :
- dans l'espace, par l'existence d'exceptions liées à l'orientation particulière de certains terroirs, avec une prédominance de grands domaines d'un seul tenant ;
- dans le temps en soulignant que cet habitat isolé a pu connaître des phases de développement (au IVe siècle par exemple en Attique) et de régression, au cours desquelles les campagnes se vidèrent et encouragèrent à un regroupement des paysans au sein des villages. Ainsi, à Amos, sur le territoire de la pérée rhodienne, l'occupation de l'espace devient plus dense au IVe siècle et à l'époque hellénistique : la forme ancienne, groupée, de l'habitat est complétée par l'apparition de hameaux et de fermes fortifiées isolées[134].

On a également cherché à expliquer l'existence des bâtiments isolés révélés par l'archéologie, en s'appuyant sur une nouvelle définition de leur fonction : l'hypothèse a ainsi été émise qu'il pourrait s'agir, en Attique, de tours affectées au logement et à la surveillance des esclaves travaillant dans les champs. En effet, l'habitat isolé semble particulièrement adapté au cadre d'une économie esclavagiste, puisqu'il permettait d'imposer à une main-d'œuvre travaillant au sens propre sous l'œil du maître ou de l'intendant à la fois le meilleur investissement dans sa tâche et le contrôle le plus étroit de ses actions, « y compris les détournements, les fraudes, voire le sabotage (bien compréhensible pour une main-d'œuvre travaillant sous la contrainte et sans contrepartie, sinon celle de sa propre survie) » dont elle aurait pu se rendre coupable.
En tout état de cause, les structures agraires manifestent une exploitation importante d'un espace rural très anthropisé : « l'exemple de Thasos, avec son centre urbain, ses forêts, ses villages dans les vallées, ses nombreuses fermes dispersées et son réseau routier, révèle un maillage dense, une mise en valeur intensive du territoire et une étroite symbiose entre la ville et la campagne ».

### Types d'exploitations

#### Tensions et revendications foncières à l'époque archaïque

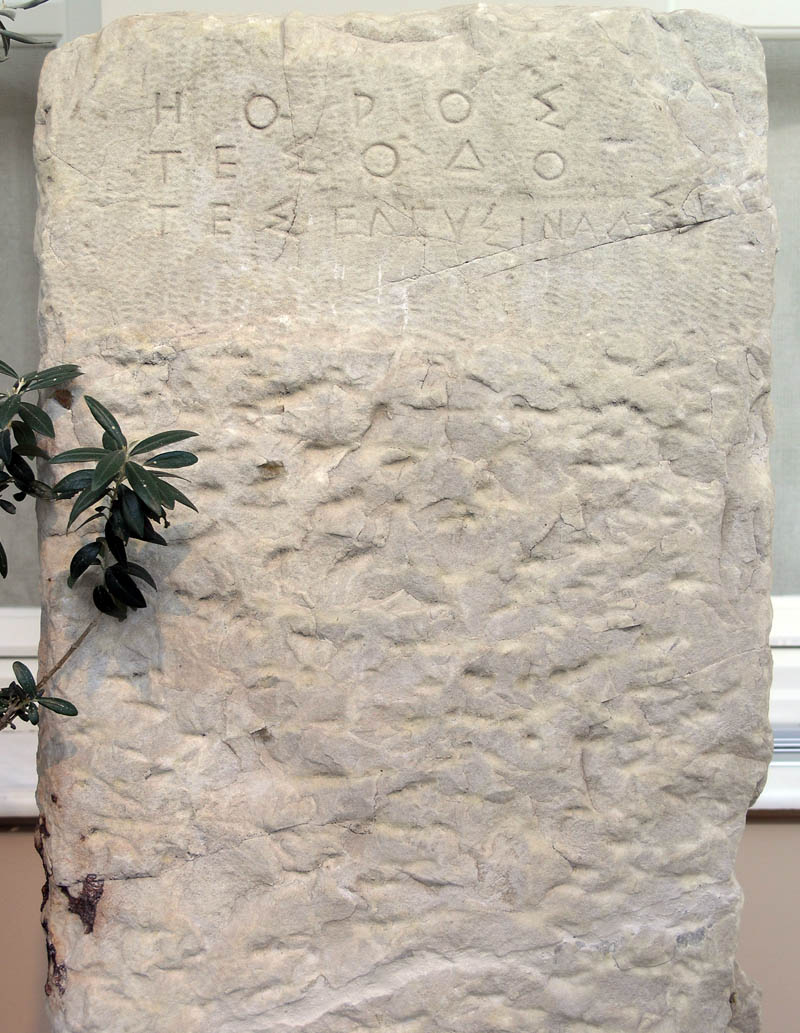
Horos (borne de délimitation) attique, vers 520 av. J.-C., Musée archéologique du Céramique

À l’époque archaïque, les grands propriétaires terriens, comme les Eupatrides en Attique, dominent l'espace rural, et ont même tendance à étendre leurs biens aux dépens des exploitations de moyenne ou petite taille. Cela ne va pas sans créer des conflits avec ces petits propriétaires, qui ont par ailleurs de plus en plus de mal à vivre de leur bien, en raison du développement de la pratique du partage égalitaire des terres lors des successions (attestée chez Homère et Hésiode). L'expansion démographique contemporaine, due à la diminution de la mortalité, accentue les problèmes d'accès au foncier et crée de fortes tensions sociales au sein de chaque cité : dès le VIIIe siècle av. J.-C., mais surtout à partir du VIIe siècle av. J.-C., on constate l'émergence de revendications récurrentes des groupes sociaux inférieurs, visant à une redistribution générale des terres et à une annulation des dettes.
Cet état de stasis (« désordre civil », voire « guerre civile ») entre l'aristocratie foncière et le reste de la population est d'autant plus violent, que la terre apporte bien davantage que la possibilité d'avoir sa propre exploitation agricole. Sa possession constitue en effet souvent une condition indispensable pour disposer des droits politiques jusqu'ici accaparés par les grands propriétaires : en réclamant un partage des terres, c'est aussi une démocratisation du fonctionnement politique de la cité qui est visé.
La résolution de la crise passe d'abord par une activité législative intense, menée par des personnalités plus ou moins légendaires, par laquelle les cités cherchent à établir un compromis entre les intérêts de l'aristocratie foncière et ceux du reste de la population : à Sparte, Lycurgue procède radicalement à une division des terres en lots (kleroi) égaux (de 10 à 18 hectares), distribués à chaque citoyen ; à Athènes, Solon abolit en 594 la servitude pour dettes, qui avait participé de la mise sous-tutelle de nombreux petits paysans endettés et incapables de subvenir à leurs besoins.
Quand la réforme ne peut passer par la loi, ou que les avancées ne sont pas suffisantes, on voit souvent émerger des tyrans que l'on devine (sans disposer de document l'attestant) procéder à des redistributions de terres confisquées à de riches ennemis politiques.

#### Triomphe de l'idéal du petit propriétaire terrien

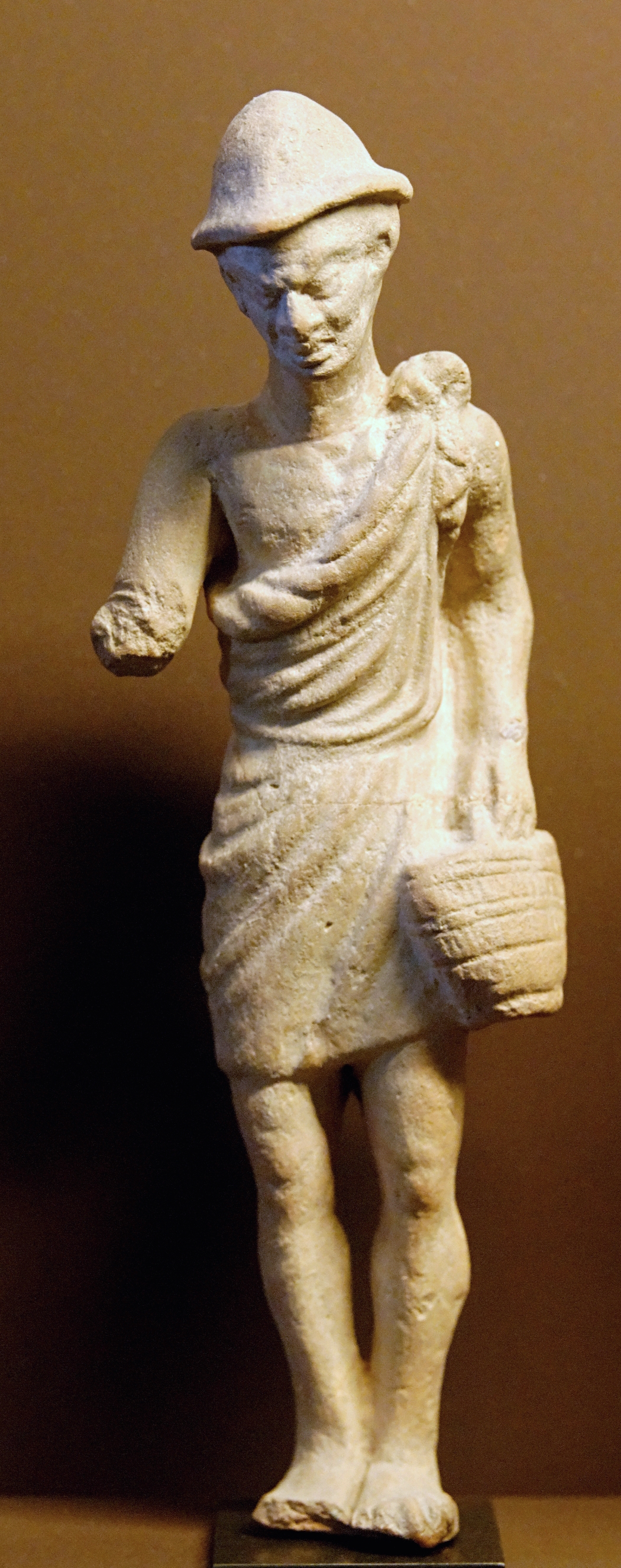
Paysan portant un panier, figurine en terre cuite de Myrina, Ier siècle

Ce partage des terres, associé à une relative diversification des activités économiques (les activités peu ou pas liées à la terre se développent, notamment à Athènes), semble calmer les tensions foncières au tournant du VIe et du Ve siècle av. J.-C. Par ailleurs, le développement de la pratique de la liturgie, toujours à Athènes, au Ve siècle av. J.-C., obligeant les plus riches à assurer ce qui serait aujourd’hui des services publics, les contraint à des dépenses importantes et contribue ainsi à la réduction des grandes propriétés, même si ces dernières ne disparaissent pas du paysage de chaque cité.
Cette situation foncière et sociale relativement équilibrée et stabilisée (« stabilisée dans une inégalité que l'accession du dèmos à l'égalité politique [notamment à Athènes] rendit sans doute supportable puisque l'exigence d'une redistribution du sol disparaît de notre documentation »), soutenue par des règles juridiques (en matière d'héritage ou de vente notamment) soucieuses de limiter les possibilités d'accaparement par une minorité, permet l'émergence d'un nouvel idéal du petit propriétaire exploitant (autourgos, « celui qui cultive lui-même sa terre »), aidé de sa famille et de quelques esclaves. À la tête d'un kleros de 5 à 6 ha en moyenne (auquel pouvait s'ajouter des terres louées), possédant un attelage de bœufs (il fait partie de la troisième classe censitaire, celle des zeugites, « ceux qui possèdent un attelage », et sont donc en mesure de récolter 200 medimnes de grains chaque année), il est en mesure de s'équiper en hoplite pour participer à la défense de la cité au sein de la phalange.
Ces agriculteurs exploitants petits ou moyens ont clairement conquis, au tournant du VIe et du Ve siècle av. J.-C., leur indépendance vis-à-vis de l'aristocratie foncière, y compris au niveau politique, lorsqu'ils obtiennent un important élargissement démocratique des pouvoirs au sein de la cité athénienne grâce aux réformes de Clisthène. Ils consolideront ces acquis après avoir démontré leur importance au sein de la cité à l'occasion de la bataille de Marathon, où les hoplites, appartenant à la classe des zeugites, « sauveront » la cité d'une invasion perse.
Cette petite paysannerie triomphe donc et dispose de l'essentiel du pouvoir dans de nombreuses cités, ne serait-ce que parce qu'elle est nombreuse : ainsi, à la fin du Ve siècle av. J.-C., plus des trois-quarts des citoyens athéniens possèdent un kleros, puisqu'en 403 av. J.-C., la proposition (finalement rejetée par l'Assemblée des Athéniens) de Phormisios visant à restreindre les droits politiques aux propriétaires fonciers, ne menace dans leurs droits que 5 000 Athéniens, soit environ 15 % de l'ensemble des citoyens. Si, parmi ces 85 % de propriétaires terriens, nombreux étaient les citoyens ne possédant qu'un lopin ou un jardin qui ne pouvait suffire à leur entretien et nécessitait donc qu'ils aient une autre activité que l'agriculture, ils seraient plus de 9 000, soit 36,5 % de la population citoyenne, à disposer d’un kleros de 50 plèthres (4 hectares) ou plus, l'ensemble de leurs possessions correspondant à environ 85 % des terres arables à Athènes.

#### Les grandes exploitations
Malgré tout, la place des grandes exploitations reste encore notable au Ve siècle av. J.-C., même si elles se mesurent en dizaines plutôt qu'en centaines d'hectares en Grèce égéenne: on est très loin des surfaces et de la richesse des latifundia romaines. Même si sa fortune est exceptionnelle (« digne d'un tyran » d'après Aristote), Cimon dispose d'un domaine suffisamment vaste pour permettre à tous ceux de son dème de venir s'y servir (« aucun de ses domaines n'était clos de murs, et y entrait qui voulait, pour prendre sa part de fruits »). À la fin du Ve siècle av. J.-C., la plus grande propriété athénienne connue est celle d'Alcibiade (26,5 hectares) et un don de 18 ha de terre eubéenne à Lysimaque, petit-fils d'Aristide, est considéré comme dispendieux. La « ferme de Timésios », dans le secteur minier du sud de l'Attique, telle qu'on a pu l'identifier grâce aux inscriptions découvertes sur place, disposait d'une superficie du même ordre (16 hectares). On atteint des records en Attique avec la propriété de 50 à 100 hectares d'un certain Phainippos vers -330 À Thasos, les grandes exploitations viticoles compteraient plusieurs dizaines d'hectares, tout comme certains des domaines d'Apollon loués à l'époque hellénistique par le sanctuaire du dieu à Rhénée, une île proche de Délos. À Sparte, si l'on divise la superficie estimée de la chôra exploitée par les hilotes pour le compte des homoioi, avec le nombre de citoyens spartiates, on obtient en moyenne des kleros d'un peu plus de 20 hectares chacun. Même si la taille de ces domaines est nettement plus élevée que celle de la propriété moyenne attique (ce qui n'a rien d'étonnant dans une cité oligarchique), cela n'a rien de commun avec les ordres de grandeur romains ou perses, d'autant que ces propriétés n'étaient pas en général d'un seul tenant du fait du caractère le plus souvent égalitaire des successions, qui divisait le patrimoine entre les différents fils : cette grande dispersion des parcelles encourage le fermage ou la gestion par un régisseur (epitropoi ou epistatai), en général d'origine servile.
Même si la question a pu être controversée compte tenu de la faiblesse de la documentation, il semble qu'à partir du IVe siècle, il y a malgré tout un retour à la concentration des propriétés, « révélant la fragilité du vieux principe de l'inaliénabilité des patrimoines face aux difficultés du temps et à l'évolution des mœurs ». Outre les exemples déjà cités, on peut citer le cas de la propriété d'un dénommé Aristophane (distinct de l'auteur comique), vaste de 28 hectares (300 plèthres), confisquée en -390 par l'État athénien, ainsi qu'une propriété de 5,5 hectares, citée en exemple par l'orateur Isée pour son exigüité. De même, à Sparte, selon Aristote « La terre [est alors] passée en peu de mains », ce que semblerait confirmer la forte proportion de mariages homogamiques parmi les citoyens, phénomène caractéristique, d'un point de vue anthropologique, des sociétés où la propriété foncière est très inégalement répartie.
La tendance à la reconquête des terres par les grands propriétaires est encore plus marquée à l'époque hellénistique : les prospections qui ont été menées en Attique révèlent deux tendances parallèles de diminution du nombre de sites et d'augmentation de la taille des bâtiments de ferme qui s'y trouvent. De même, en Grèce du Nord ou en Asie Mineure, les donations royales élèvent certains au rang de propriétaires de domaines de taille inédite en Grèce méridionale (où les rois hellénistiques ne pouvaient directement manipuler les territoires des cités) : 223 ha offerts à Cassandreia (Chalcidique) en 285/284 par Lysimaque, ou, quelques années plus tard, 540 ha en Troade pour le conseiller de Séleucos Ier, Aristodikidès d'Assos. Le phénomène s'accélère à partir du IIe siècle av. J.-C. : « la plupart des cités passent alors sous la domination effective de minorités dont la fortune était essentiellement foncière ».

### Statut de la terre, statut des paysans

#### Les agriculteurs en Grèce ancienne: des statuts variés

##### Propriétaires, fermiers et travailleurs libres
Longtemps, les historiens ont structuré leur description du monde rural en Grèce antique autour des figures opposées du petit et du grand propriétaire. Une analyse renouvelée de la documentation épigraphique à leur disposition, voire la découverte de nouveaux documents, permettent aujourd'hui de nuancer cette présentation : il existait toute une palette d'exploitations de taille variée entre les deux types extrêmes du petit et grand propriétaire, même si les sources littéraires insistent sur ces derniers. C'est sans doute surtout à la compréhension de l'image que les Grecs se faisaient d'eux-mêmes que le caractère récurrent de cette opposition dans les pièces de théâtre d'Aristophane ou de Ménandre, dans la littérature philosophique ou dans les plaidoyers attiques, peut permettre de contribuer, davantage qu'à un tableau précis d'une réalité économique complexe.
Tous ces propriétaires, qu'ils disposent d'une petite ou d'une grande exploitation, sont souvent également locataires, soit pour compenser la faiblesse de leur kléros, soit, dans le second cas, pour dégager des surplus susceptibles d'être vendus. Les locations constituent donc le plus souvent un complément, et il ne semble pas que les exploitants exclusivement fermiers (uniquement locataires des terres qu'ils travaillent) soient en nombre important. Le loyer était payé uniquement en argent, pour des propriétés de taille variable mais en général modeste, ce qui n'a rien d'étonnant compte tenu de leur usage d'appoint : ainsi dans les baux de Thespies étudiés par Isabelle Pernin, à une exception près, les loyers s'échelonnent de 6 (probablement un jardin) à 375 drachmes, la plupart se situant entre 50 et 100 drachmes.
Outre le propriétaire de l'exploitation (éventuellement) et ses esclaves, les femmes de la maison pouvaient participer aux travaux agricoles, notamment au moment des récoltes (glanage, vendanges) ou dans le cadre du traitement des céréales ou de la laine. Les femmes étaient en outre chargées de gérer les exploitations agricoles en cas de guerre avec une autre cité : les manœuvres avaient en général lieu l'été, période de faible activité, pour ne pas compromettre les récoltes et les semailles, mais à partir de la guerre du Péloponnèse, cette réduction temporelle des activités militaires dans l'année eut tendance à disparaître. On devait également suppléer à l'absence du chef d'exploitation lorsque ce dernier était tenu de se consacrer aux affaires politiques de la cité.
Les campagnes grecques connaissaient également des travailleurs agricoles libres (misthotoi), engagés contre salaire au moment des moissons, des vendanges ou de la cueillette des olives, ou chargés de la fabrication du charbon de bois dans les eschatiai, même si un tel lien de dépendance financière répugnait à tout citoyen. On ne s'y résignait que contraint et forcé, et les sources disponibles marquent leur caractère exceptionnel. Ces salariés agricoles pouvaient être des citoyens dont la propriété était de trop faible surface : les quelques plèthres de la seule parcelle qu'ils possédaient (on a des exemples de parcelles de 5 plèthres (32 ares) dans le cadastre de Larissa), si elle permettait l'élevage de quelques porcs ou la culture de quelques plants de vigne, ne suffisait pas pour subvenir aux besoins de leur famille et nécessitait donc que ces individus se louent sur les terres d'autrui ou recourent à une activité artisanale pour compléter leurs revenus.

##### Esclaves
La surestimation évoquée plus haut du caractère en général réduit des exploitations agricoles, a pu amener à sous-estimer la place des esclaves dans l'espace rural, considérant que le propriétaire aidé de sa famille suffisait à la valorisation du bien. Ce raisonnement était soutenu par le faible nombre de cultivateurs parmi les esclaves affranchis : par exemple, on ne trouve que 12 paysans parmi les 79 esclaves affranchis à Athènes entre 340 et 320 av. J-C. En fait, cela s'explique par la réticence, pour un agriculteur, à se séparer d'un esclave avec lequel il a l'habitude de travailler et qui constitue un capital qu'il pourra léguer ensuite à son fils.
Concrètement, rares étaient les exploitations dénuées d'esclaves, comme l'indique le fait que, dans les comédies d'Aristophane, le cultivateur dispose toujours d'au moins un ou deux esclaves. Ces derniers pouvaient être affectés à des tâches très spécifiques en lien avec leurs compétences, notamment dans les grandes exploitations : au IVe siècle, le riche Phénippos disposait ainsi de six ânes de bâts accompagnés des esclaves âniers correspondant, et Xénophon souligne que l'usage est répandu de faire gérer un bien par un esclave compétent, le régisseur ou intendant (epitropos), qui décide lui-même des actions à mener sur l'exploitation pour assurer une récolte abondante. On peut également faire appel ponctuellement à des esclaves loués au moment des récoltes. Même si la situation de chaque esclave est différente, et si un régisseur par exemple disposera d'un meilleur sort, ils sont logés dans des dortoirs séparés et, en général, ne peuvent pas se marier et connaître une vie de famille.
Il existait d'autres types de servitude en milieu rural : certaines cités disposaient de communautés entières asservies et affectées à l'exploitation de la terre au service des citoyens, selon des modalités souvent obscures, par exemple les Pénestes en Thessalie ou les Gymnètes à Argos. Les plus connus de ces « dépendants » sont les Hilotes de Sparte, chargés de verser au citoyen usufruitier une contribution fixe (apophora), part de la récolte issue de la terre à laquelle ils sont juridiquement attachés : Plutarque précise que cette rente était fixée à 82 médimnes, accompagnée de fruits et légumes, le reste de la récolte restant à la disposition de l'hilote. Ici, l'esclave n'est pas « esclave marchandise », il a une existence civile, vit dans un lieu distinct du domicile de son maître, un certain nombre de droits (possibilité de se marier, de posséder des biens), et le citoyen auquel le kléros est affecté n'en dispose pas librement : il ne peut le vendre ni l'affranchir, compétences exclusives de la cité. Ce type d'esclavage collectif a eu tendance à disparaître à l'époque hellénistique.

#### Le rôle juridique et social de la terre et du travail agricole

##### Une activité «noble»

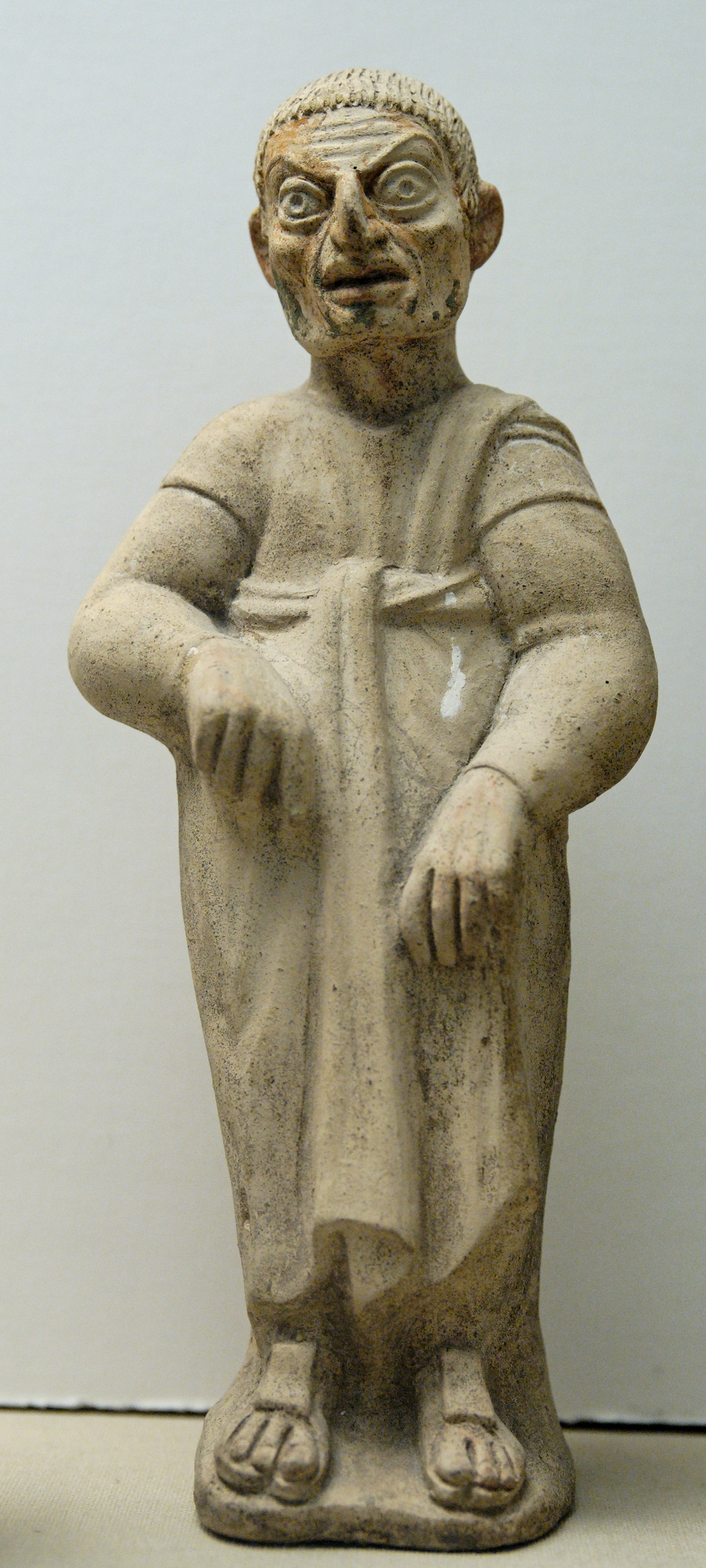
Acteur portant le masque d'un paysan, figurine en terre cuite hellénistique, British Museum

Les Grecs, c'est du moins ce qui apparaît dans le discours des grands auteurs classiques (Xénophon, Aristote) ou plus anciens (Hésiode), considèrent que « dans l'ordre naturel, l'art de l'agriculture vient avant tous les autres » parce qu'il est, dans la sphère productive, le plus à même d'assurer à l'homme un mode de vie digne « et l'épanouissement de son excellence (arétè) en harmonie avec la nature et l'ordre divin ». Xénophon avance ainsi que « même les plus heureux des mortels ne peuvent se passer de l'agriculture. En effet, les soins qu'on lui donne, en procurant des plaisirs purs, augmentent l'aisance, fortifient le corps, et mettent en état de remplir tous les devoirs de l'homme libre. »
Il s'agit cependant de l'agriculteur riche, à même de laisser à d'autres le travail quotidien de la terre, et se contentant de parcourir ses terres à cheval pour contrôler que le régisseur mène correctement l'exploitation de sa propriété. Le petit agriculteur pouvait même être jugé par certains (notamment Aristote) indigne du statut de citoyen, dans la mesure où sa vie de labeur le privait des loisirs indispensables à la participation à la vie civique. L'émergence, à la fin du IVe siècle av. J.-C. dans le théâtre de Ménandre, de la figure du paysan grossier, qui travaille seul sa terre et se nourrit d'ail, d'oignon et d'orge (et non de pain de froment), illustre le passage à un regard plus critique sur la condition paysanne, la seule à être réellement valorisée étant celle du propriétaire terrien qui vit de sa terre sans y travailler. La description du rustre (Caractère IV) faite par Théophraste à la même époque (-319) dans les Caractères est à ce titre particulièrement révélatrice des profonds changements intervenus dans la représentation que l'on se faisait alors, au moins dans les milieux urbains, du petit paysan qu'on juge plus proche de ses esclaves que de ses concitoyens de la ville : « La rusticité aurait assez bien l'air d'une balourdise malséante, et le rustre est du genre à se rendre à l'Assemblée après avoir bu une grossière mixture et à prétendre qu'aucun parfum ne sent meilleur que le thym. Il porte des chaussures plus grandes que son pied et cause à voix très haute. Il se méfie de ses amis et de ses familiers, mais d'un autre côté, il se confie à ses serviteurs dans les affaires les plus importantes. » Le contraste est frappant avec la grande dignité du petit paysan décrit par Aristophane un siècle plus tôt, en 421, dans La Paix

##### Terre et citoyenneté
Reste que dans le monde grec antique, le lien est étroit entre possession de la terre et citoyenneté. D'abord parce que de nombreuses cités conditionnent l'appartenance au corps civique à la propriété d'un kleros sur le territoire de la cité. Dans certains cas, la taille même de l'exploitation est déterminante. Ainsi à Sparte, elle doit être suffisamment vaste pour permettre au citoyen qui en dispose de contribuer au banquet commun quotidien (syssitie) : à défaut, l'Homoios se verra déchu de sa citoyenneté. Même à Athènes, où la propriété de la terre ne constitue pas une condition de la citoyenneté, elle est néanmoins fort valorisée et l'abandon du kleros ancestral est un déchirement pour les paysans ruinés par la guerre décélique. Ensuite parce qu'inversement, seuls les citoyens peuvent prétendre au statut de propriétaire : une telle qualité est interdite aux métèques à Athènes par exemple, même si certains métèques, pour services rendus à la cité, pouvaient se voir accorder par privilège le droit d'acquérir des bien-fonds (enktésis), notamment à partir du IVe siècle av. J.-C.
La politique de limitation du nombre de citoyens s'explique d'ailleurs par la volonté de garantir à chacun la possibilité de l'accès à la terre, et à une terre d'une taille suffisante pour y développer une exploitation qui lui permette de vivre. De ce point de vue, il y a d'ailleurs une contradiction entre d'une part la volonté de transmettre, à sa mort, une exploitation d'une taille respectable à ses fils, ce qui implique d'en limiter le nombre du fait du partage en général égalitaire au moment de l'héritage, d'autre part la nécessité de disposer pour cultiver sa terre d'un nombre important de bras, ce qui au contraire peut amener le père à multiplier ses descendants. Ce dilemme est explicite chez Hésiode : « Puisses-tu n'avoir qu'un fils pour nourrir le bien paternel – ainsi la richesse croît dans les maisons – et mourir vieux en laissant ton fils à ta place. Mais à plusieurs enfants, Zeus peut aisément donner aussi une immense fortune : plusieurs font plus d'ouvrage, plus grand est le profit ».

##### Terre et prestige social
Par ailleurs, si beaucoup d'auteurs grecs, de l'époque archaïque jusqu'à la période hellénistique, décrivent (et se plaignent de) l'émergence d'une classe de « nouveaux riches » manieurs d'argent, la possession de la terre reste tout au long de la période le principal signe extérieur de richesse auquel on peut aspirer. Le père de Démosthène est une exception, qui possède quatorze talents et n’a pour seul bien immeuble que sa maison : quand le banquier d'origine servile Pasion d'Athènes fait fortune et obtient le droit de cité, il s’empresse d’acheter une terre. Il s'agit ici d'un cas exceptionnel : la plupart du temps, la cité est parcimonieuse lorsqu'il s'agit d'accorder à des étrangers le droit de propriété (enktésis). De fait, le prestige de la possession de la terre rend les citoyens enclins à s'en réserver la possibilité, dans la mesure où le rapport de force reste en leur faveur : les cités et les îles où les clérouques athéniens se sont vu attribuer des lots ont dû se résoudre à ce que des étrangers possèdent la terre de la cité, du moins jusqu'à ce que la thalassocratie athénienne soit liquidée. De la même façon, si l'on en croit le théâtre de Ménandre, la possession de la terre constitue encore tout à la fin du IVe siècle av. J.-C. l'élément dominant du patrimoine de tout homme fortuné.

### Régime foncier et transmission de la terre

#### Propriété privée, propriété publique
La majeure partie de la terre grecque est détenue par des particuliers, mais elle peut également, dans une proportion peu négligeable, être publique et/ou sacrée. On en trouve sur le territoire de chaque cité et on estime qu'en Attique, à la période classique, ces terres représentent un dixième des surfaces cultivées. Elles sont la propriété de la cité elle-même, d'une division administrative (par exemple, en Attique, un dème) ou d'un temple. Ces terres étaient louées à des particuliers, comme l'attestent les nombreux baux qui nous sont parvenus, notamment pour l'Attique, à Délos, Thespies et Mylasa. En général élaborés à partir d'un « contrat type » (par exemple le hiéra syngraphè, le « contrat sacré » à Délos, établis vers 300 av J-C), ces baux très directifs contiennent des instructions très précises sur la façon dont la terre doit être cultivée et rendue au terme du contrat. Les locataires de ces terres étaient la plupart du temps assez fortunés : la mise en location des terres ne semble jamais avoir été envisagée comme un moyen de donner accès à des terres aux citoyens qui en étaient démunis.
Dans le cas des terres sacrées, propriétaire et bailleur sont clairement distincts : la terre appartient au dieu (ainsi, Apollon est le plus gros propriétaire des Cyclades, grâce aux terres et bâtiments qu'il possède à Délos, Mykonos et Rhénée), la communauté qui la gère n'étant que bailleur : on doit de ce point de vue « distinguer la gestion de la terre dite « publique » de celle de la terre sacrée ». Le bailleur peut même ne pas correspondre à la cité sur laquelle est situé le sanctuaire. Ainsi, à Delphes, il semble que les biens d'Apollon soient gérés par l'Amphictyonie et à Délos, ce sont des magistrats athéniens, les Amphictyons, qui gèrent les terres du dieu, avant que des magistrats locaux, les hiéropes ne s'en chargent une fois la cité devenue indépendante, entre 314 et 169.

#### Transmission par héritage
S'il semble que l'accès à la terre puisse se faire par l'achat, les règles juridiques contraignantes en la matière font que l'héritage est de loin la procédure la plus répandue. À certaines époques et dans certaines cités, notamment à Sparte, l'inaliénabilité du bien foncier semble la règle : de manière plus ou moins contraignante selon les cités, on impose une transmission de père en fils. Ainsi, à Athènes, les filles sont en général exclues de la succession immobilière, sauf en cas d'absence de descendant mâle, auquel cas, en tant qu'épiclères, elles sont mariées à un membre de la lignée paternelle (oncle ou cousin), de manière que le bien reste au sein de la famille.
À Sparte, dans la même situation, la règle est que l'épiclère doit être mariée à un fils de citoyen dénué de kléros car surnuméraire, de manière à maintenir une égale distribution des terres indispensables pour pouvoir prétendre au titre de citoyen, et donc à assurer un nombre d'Homoioi constant à la cité. Cette tâche devait être prise en charge par les rois, mais il apparaît que rapidement, (au IVe siècle de manière certaine, mais probablement dès le Ve siècle av. J.-C.), cette règle n'est plus respectée, ce qui entraîne un concentration foncière au sein de certaines familles de citoyens spartiates : même si le kléros demeure invendable, la liberté de le donner ou de la léguer à qui on le souhaite est dès lors utilisée pour pratiquer des ventes déguisées, notamment par le biais de l'hypothèque. Dès lors, le nombre d'individus pouvant prétendre au titre de citoyen diminue, ce phénomène s'ajoutant au morcellement, lors de l'héritage, de certains domaines, lorsque le père dispose de plusieurs héritiers mâles : les parts transmises étant trop petites pour leur permettre de contribuer au syssition (le repas communautaire quotidien où se réunissaient les citoyens spartiates), ils perdent leur statut de citoyen, puisque tout individu incapable d'y apporter sa contribution quitte les rangs des homoioi. Cette concentration foncière à Sparte s'exprime dans la supériorité des écuries spartiates dans les compétitions hippiques, notamment à Olympie, dans la mesure où l'élevage de chevaux nécessite des propriétés de grande taille.

#### Marché foncier
Malgré la prépondérance des transferts fonciers par dons ou héritages, il apparaît que la Grèce antique dispose bien, contrairement à ce que l'on a longtemps cru, d'un certain marché foncier. Ainsi, dans l’Économique de Xénophon, Ischomaque précise que son père a pratiqué une certaine spéculation foncière, en achetant des parcelles en friche à bas prix, pour les revendre, après remise en état, à un prix élevé. De fait, si une interdiction de vendre s'impose, au moins moralement, concernant le bien patrimonial, les acquisitions supplémentaires y échappent en général. De même, l'octroi du droit de posséder des biens immobiliers (enktésis) pour certains métèques à Athènes implique qu'il y ait des terres à vendre, et les baux de Mylasa évoquent l'existence de propriétaires de deux exploitations, l'une achetée et l'autre héritée. En outre, la possibilité, à Athènes, d'hypothéquer des terres pour payer les dots lorsque l'on marie sa fille peut entraîner, de manière plus ou moins volontaire, un transfert de terre.